# Astèrix
|  | Per a altres significats, vegeu «Astèrix (personatge)». |

Astèrix, abans Astèrix el Gal (escrit Asterix en les primeres edicions), és una sèrie de còmics francesa creada el 29 d'octubre de 1959 pel guionista René Goscinny i el dibuixant Albert Uderzo al nº 1 de la revista francesa Pilote. Després de la mort de René Goscinny el 1977, Albert Uderzo va continuar la sèrie en solitari, donant el relleu el 2013 a Jean-Yves Ferri i Didier Conrad. La sèrie té 39 volums a l'octubre de 2021.
La sèrie està situada l'any 50 aC (poc després de la conquesta romana) un petit poble gal d'Armòrica que continua en solitari la lluita contra l'invasor gràcies a una poció màgica preparada pel druida, que dona una força sobrehumana a qui la beu. Els protagonistes són el guerrer Astèrix i el lliurador dels menhirs Obèlix, encarregats pel poble de frustrar els plans dels romans o d'anar a donar suport a qualsevol que demani ajuda contra la República Romana.
Publicada a Pilote de 1959 a 1973, la sèrie va ser publicada paral·lelament com a àlbum de tapa dura, per als primers vint-i-quatre àlbums, primer per edicions Dargaud, després a partir de 1998 per les edicions Hachette i finalment per les edicions Albert René per als deu àlbums posteriors. Les vendes acumulades dels àlbums, traduïts a cent onze idiomes, incloent-hi el català, el llatí i el grec antic, representen 380 milions de còpies, el que el converteix en el còmic més venut del món després del manga One Piece.
La sèrie és sobretot humorística i parodia sobretot la societat francesa contemporània a través dels seus estereotips i regionalismes, així com de tradicions i costums emblemàtics de països estrangers a través de la seva transposició a temps antics. La comèdia de l'assaig és molt present amb sobretot l'enfonsament dels pirates. El disseny és semirealista, fortament inspirat en l'escola Marcinelle.

## Sinopsi
| «                                                                | Som a l'any 50 abans de Crist. Tota la Gàl·lia és ocupada pels romans... Tota? No! Un llogaret del nord habitat per gals indomables rebutja una vegada i una altra vegada ferotgement l'invasor. La vida doncs no és gens planera per als legionaris romans dels petits campaments de Babaòrum, Aquàrium, Laudànum i Petibònum... | » |
| — Llegenda del mapa de la Gàl·lia que obre els àlbums d'Astèrix. | |   |

La llegenda i el mapa de la Gàl·lia esmentats anteriorment van ser eliminats de l'àlbum Astèrix a Itàlia publicat el 2017 sense que l'editor, Hachette, donés una explicació. Aquest últim va reaparèixer al àlbum La filla de Vercingetòrix publicat el 2019.
Aquest poble gal d'Armòrica resisteix a l'invasor gràcies a la poció màgica preparada pel druida Panoràmix, que dona temporalment una força sobrehumana a qui la beu.
El còmic se centra principalment en un dels habitants d'aquest poble, Astèrix, un guerrer valent, que utilitza no només la poció màgica sinó també la seva intel·ligència per frustrar els plans de Juli Cèsar i defensar el seu poble de l'invasor.
Llevat del primer àlbum, l'Astèrix està acompanyat en totes les seves aventures pel seu amic Obèlix, l'únic gal per a qui els efectes de la poció màgica han estat permanents des que va caure en un pot de poció quan era petit. Des del cinquè àlbum (La volta a la Gàl·lia), els dos herois estan acompanyats per Ideafix, un petit gos que Obèlix adopta llavors. La sèrie té una tradició d'alternança d'aventures a la Gàl·lia i a l'estranger.

## Història

### Creació de la sèrie
| «               | El personatge el vam inventar en dues hores Uderzo i jo, en un fart de riure! | » |
| — René Goscinny |                                                                               |   |

El duet René Goscinny-Albert Uderzo es va formar a principis dels anys 50 i ràpidament va dur a terme nombrosos projectes conjunts dins de l'agència World Press, fundada per Georges Troisfontaines. La seva primera col·laboració va donar lloc a la creació d'una sèrie d'humor, Oumpah-Pah le Peau-Rouge,que no van aconseguir publicar. Georges Troisfontaines els va encarregar llavors una columna sobre com comportar-se bé al món, titulada Qui té raó?, que va col·locar al setmanari femení Les Bonnes Soirées publicat per Dupuis. Uderzo la va il·lustrar de 1951 a 1953 però Goscinny, cansat del tema, va deixar de proporcionar textos l'any 1952. El duet també va crear la sèrie Jehan Pistolet publicada al suplement juvenil de La Libre Belgique de 1952, després Luc Junior, publicada al mateix revista de 1954.

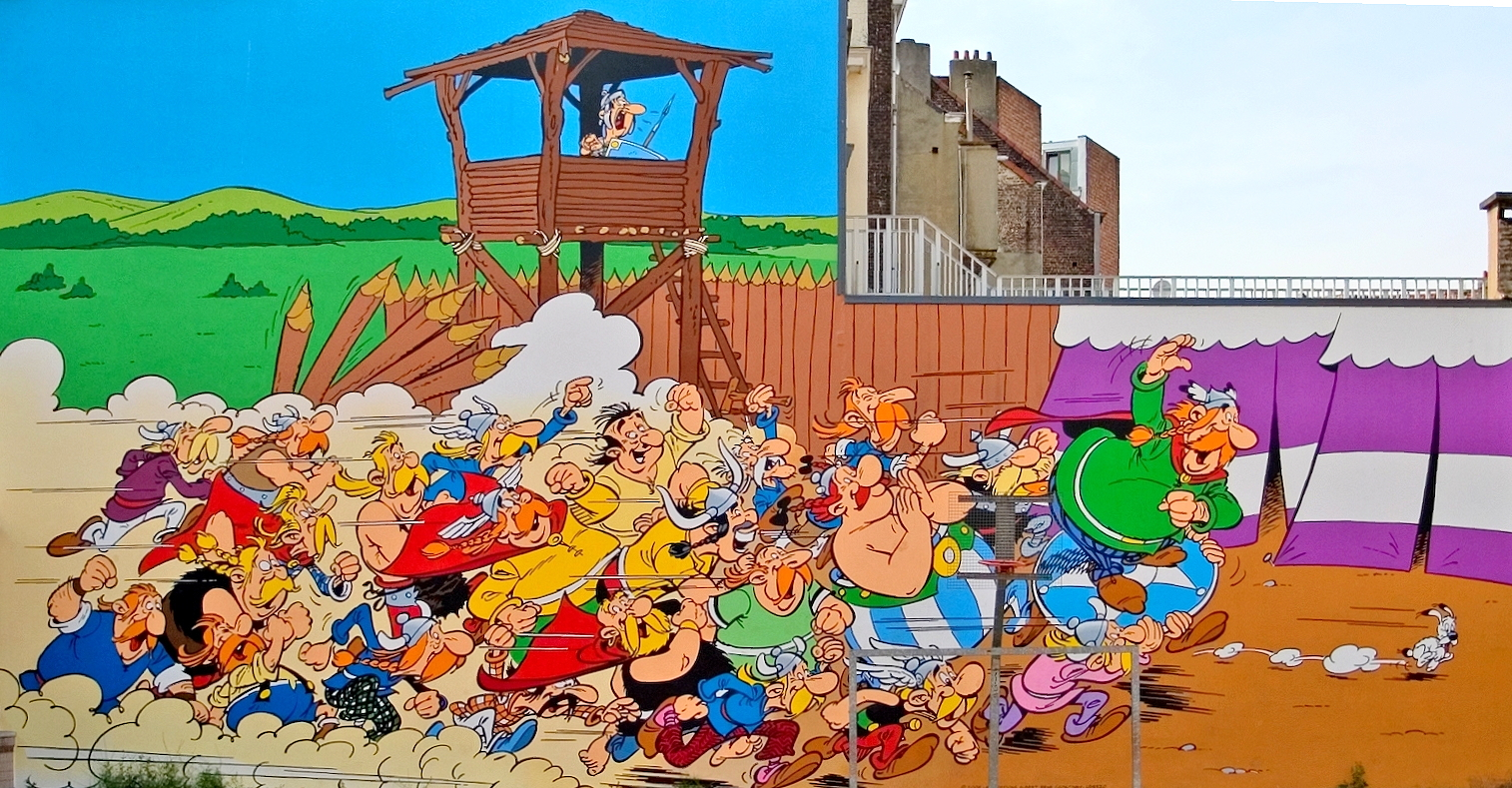
Els habitants del poble d'Astèrix i els seus aliats, entrant en un campament romà (Astèrix a Còrsega). Fresc en una paret a la rue de la Buanderie de Brussel·les.

El 1956, Goscinny i Uderzo, acompanyats pel guionista Jean-Michel Charlier i Jean Hébrard, van deixar World Press per fundar les seves pròpies agències de premsa i publicitat, Édifrance i Édipresse. L'any 1959, el publicista François Clauteaux llança Pilote, un diari per a nens finançat per Radio Luxembourg, i demanà als quatre socis d'assegurar la part d'historieta del nou periòdic. Uderzo i Goscinny primer proposen adaptar el Roman de Renart i es fan uns taulers per a la maqueta del diari. Però el dibuixant Raymond Poïvet els explica que el dibuixant Jean Trubert ja ha realitzat una historieta sobre la mateixa temàtica per al diari Vaillant. Decebuts, el duet busca una nova idea.
Dos mesos abans de la publicació del diari, es reunien a l'apartament d'Uderzo a Bobigny, davant del cementiri de Pantin. Goscinny pensa en una cinta procedent del “folklore francès” i li demana a Uderzo que enumeri els grans períodes de la història de França. Aquest darrer comença amb el Paleolític i després passa als gals, període que és evident perquè no s'havia vist mai als còmics. En poques hores, els dos amics creen el poble gal i els seus habitants. Goscinny s'imagina un personatge intel·ligent, amb un enquadrament petit, que pren la visió oposada als herois habituals del còmic de l'època Per satisfer les seves preferències com a dibuixant, Uderzo li va afegir un segon paper amb una mida imponent que, de comú acord entre els autors, es va convertir en repartidor de menhirs. Astèrix i Obèlix havien nascut.
La sèrie integra el diari Pilote a temps per al seu llançament 29 d'octubre de 1959. El primer número va vendre 300.000 còpies i la història titulada Astèrix el Gal va convertir la sèrie en una de les més populars entre els lectors. Malgrat aquest èxit, el diari es va quedar ràpidament sense diners i, per sobreviure, va ser comprat per un franc simbòlic per Georges Dargaud, juntament amb la sèrie que el conformava.

### Una sèrie en creixement

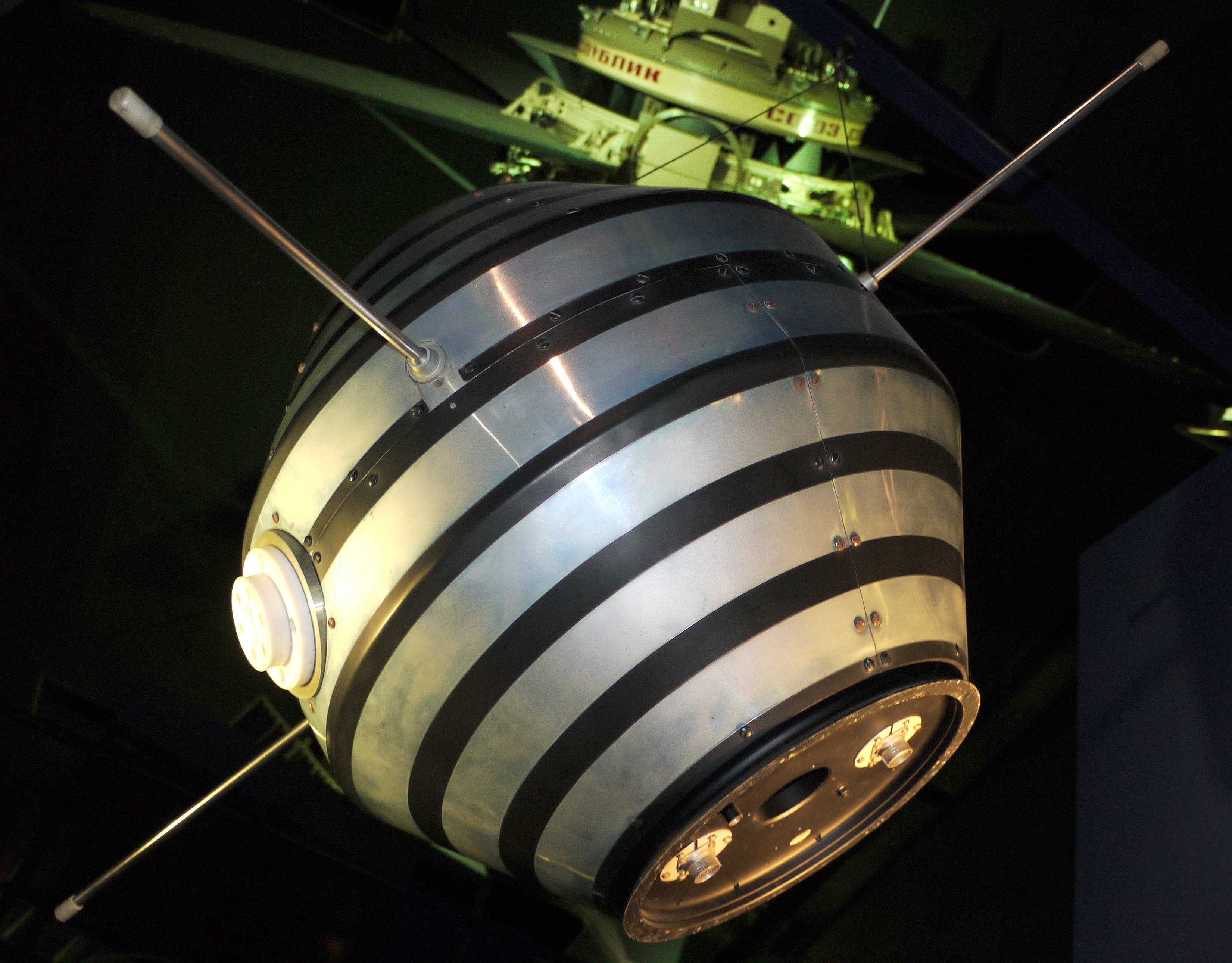
Preu de l'èxit: el primer satèl·lit francès es diu Astèrix.

A partir de l'èxit d'Astèrix el Gal, els autors segueixen amb un segon relat titulat La falç d'or, publicat l'11 d'agost de 1960 a Pilote. És la primera vegada que els dos herois s'allunyen dels voltants del poble, per anar a Lutècia per comprar-hi una falç nova per al druida Panoràmix. També és en aquest episodi on el bard és deixat de banda per al banquet final, amordaçat i lligat a un arbre pels seus amics que no suporten el seu cant, escena que es tornarà recurrent en els diferents àlbums d'Astèrix El 1961, Hachette publica un primer àlbum de la sèrie a la “Col·lecció Pilote”, que cobreix tota la història d'Astèrix el Gal. El llibre va vendre llavors 6.000 exemplars El mateix any s'inicia la publicació de la tercera història, Astèrix i els gots, a Pilote. Aquesta és la primera vegada que Astèrix i Obèlix s'aventuren fora de la Gàl·lia.
Havent esdevingut la sèrie insígnia del diari, les aventures dels gals ocupen quasi contínuament el lloc privilegiat de l'última pàgina durant quatre anys, del 1961 al 1965. Astèrix gladiador, quart àlbum de la sèrie, va aparèixer a partir del març de 1962 i va marcar l'aparició d'un nou gag recurrent. Uderzo i Goscinny fan un cop d'ull a Victor Hubinon i Jean-Michel Charlier i la seva sèrie Barbe-Rouge, també publicada a Pilote, fent que Astèrix i Obèlix es creuin amb una tripulació de pirates, el vaixell dels quals naufraga sempre. Les vendes d'àlbums van explotar: aquesta quarta opus va arribar a les 150.000 còpies venudes el primer any, mentre que les primeres reimpressions van augmentar el nombre d'àlbums posats al mercat. L'èxit d'Astèrix va molt més enllà del marc de les historietes: diversos diaris seriosos de renom comencen a interessar-se per la sèrie durant l'estiu de 1965, mentre que el mateix any, el primer satèl·lit francès llançat a l'espai és batejat extraoficialment com Astèrix pels seus dissenyadors.
La història següent, titulada La volta a la Gàl·lia, que va començar a aparèixer el febrer de 1963, és una caricatura dels regionalismes francesos. També és l'entrada d'un personatge important de la sèrie, Idèfix el gos, que segueix Astèrix i Obèlix al llarg de l'aventura sense que se n'adonin fins a l'última vinyeta Es posa en marxa un concurs a les pàgines de Pilote per batejar-lo.
L'estrena de la pel·lícula Cleòpatra, l'any 1963, un dels èxits més cars de la història del cinema, amb la presència d'Elizabeth Taylor en el paper principal, inspira els dos autors amb el tema de la sisena aventura de la sèrie, Astèrix i Cleopatra, en què els dos herois viatgen a Egipte en companyia del druida Panoràmix. L'anunci a Pilote de la publicació d'aquesta nova aventura, així com la portada original del àlbum, parodien el cartell de la pel·lícula de Mankiewicz.
L'any següent, El combat dels caps va ser, segons Le Figaro una burla de la campanya electoral presidencial, però també va evocar, encara segons el diari, un tema més seriós: la col·laboració durant la Segona Guerra Mundial, en assimilar el gal·loromans als francesos que van fer un pacte amb els ocupants alemanys

### Un gran èxit

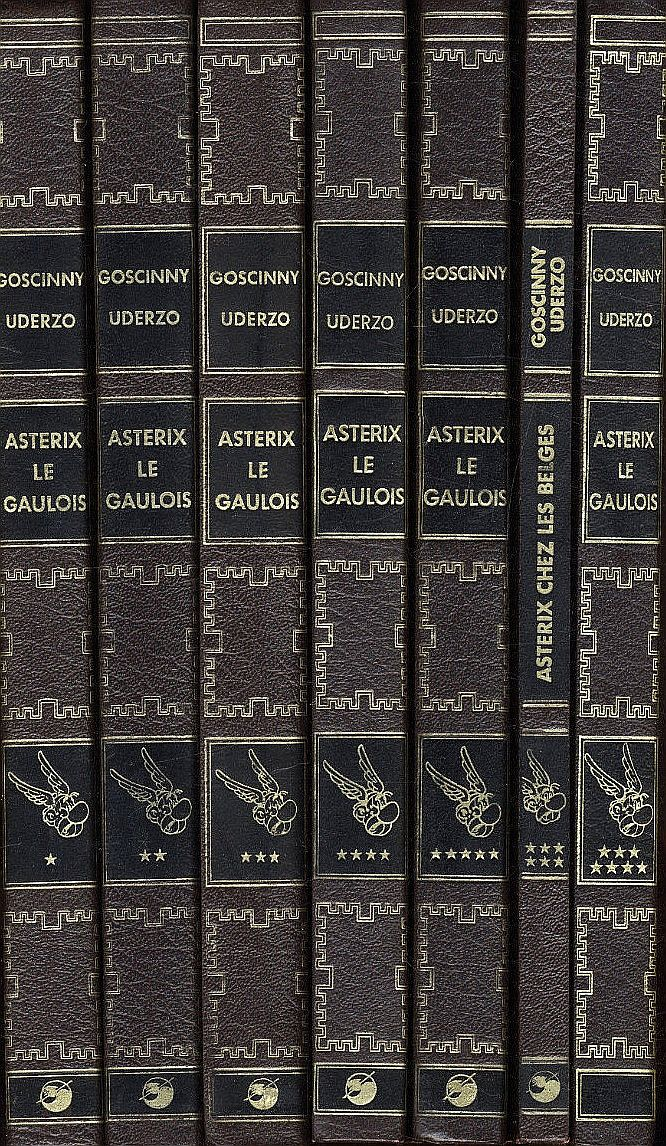
Astérix editat per Rombaldi.

L'aventura Astèrix a Bretanya, publicat a Pilote a partir de setembre de 1965, confirma l'èxit creixent de la sèrie: la tirada inicial de l'àlbum ascendeix a 400.000 còpies, és a dir, el doble de l'àlbum anterior. Paral·lelament, la direcció de Pilote va adoptar el subtítol “el diari d'Astèrix i Obèlix” per al seu setmanari, assenyalant així el lloc preeminent de la sèrie amb els lectors. L'any següent, en la novena aventura, Astèrix i els normands, aquests últims desembarquen a la Gàl·lia amb nou segles d'avantatge sobre la realitat històrica. Les vendes d'àlbums, literalment, es disparen i 1,2 milions són venuts en dos dies.
El primer personatge femení de gran importància, Falbala, va fer la seva aparició el mateix any que va començar la publicació de la desena aventura, Astèrix legionari. El relat següent, L'escut arvern, publicat ja el juny de 1967aborda de nou el tema de la col·laboració sota l'ocupació.
A finals de 1967 va sortir a les pantalles la primera adaptació de dibuixos animats de les aventures d'Astèrix. Astèrix el gal, produït pels estudis Belvision sense el coneixement dels dos autors de la sèrie i amb la complicitat de Georges Dargaud, va reunir 2.415.920 espectadors, contribuint així a donar a conèixer les aventures de la Gàl·lia a un públic encara més ampli. Mentre a Belvision es produeix una segona adaptació, basada en el àlbum La falç d'or, Uderzo i Goscinny aquesta vegada s'oposen al seu veto i aconsegueixen convèncer Dargaud perquè financi un projecte més ambiciós, l'adaptació d'Astèrix i Cleòpatra, un llargmetratge del qual supervisaran tota la direcció artística. Quan es va estrenar el 1968, la pel·lícula va tenir un nou èxit, amb prop de dos milions d'entrades a taquilla.
Al mateix temps, el duet Goscinny-Uderzo va continuar escrivint noves aventures: els autors es van inspirar en l'actualitat per escriure el guió d'Astèrix als Jocs Olímpics, en aquest cas els Jocs Olímpics d'estiu de 1968 celebrats a la ciutat de Mèxic. Aquesta història permet a Albert Uderzo demostrar el seu talent com a dibuixant realista a través de la representació de les ciutats d'Atenes i Olímpia. L'àlbum també aborda un tema controvertit en el moment de la creació de la sèrie, la qüestió del dopatge, plantejat per l'ús de la poció màgica. L'elevat import dels seus impostos, a causa de l'èxit de la sèrie, els hauria inspirat l'escenari d'Astèrix i el calderó, tretzè episodi d'Astèrix.
Segueix Astèrix a Hispània, una paròdia de l'Espanya dels anys 60, envaïda pels turistes l'estiu, després La zitzània, que s'inspira en els fets que van tenir lloc dins la redacció de Pilote el maig de 1968. Violentment contestat, René Goscinny, llavors redactor en cap del diari, va ser víctima d'una revolta de joves autors, dirigida per Jean Giraud, per prendre el poder al si de la redacció. També és en aquest episodi on es dona per primera vegada una importància real als personatges femenins, entre els quals la dona del cap, Karabella. Tots s'assemblen a musaranyanes afamades de xafarderies, amb un físic poc afavoridor, a excepció de la jove i coqueta muller del degà del poble, Edatdepèdrix, que va valer als autors diverses acusacions de misogínia. La història següent, Astèrix a Helvècia, els va ser directament suggerida per Georges Pompidou, llavors primer ministre. Albert Uderzo especificà: “No hem fet aquest àlbum de seguida, per no fer-li creure que era una idea seva la que havia recorregut un llarg camí. Tenim la nostra dignitat, al còmic!" En aquesta aventura, els gals van fer causa comuna amb els romans: en un teló de fons de corrupció, acudeixen a l'ajuda d'un qüestor romà contra un governador que està malversant impostos en benefici seu.
Els dos autors persegueixen la crítica a la societat francesa al llarg de les aventures. L'any 1971 va ser a partir de la polèmica que es va obrir amb el formigonat de les vores de la platja francesa que va néixer la història La residència dels déus, en què César va tenir la idea de fer desaparèixer el bosc al voltant del poble construint un complex d'edificis, per tal d'aïllar els gals. A Els llorers del Cèsar, són els nous rics els que són motiu de burla, en la persona d'Homeopàtix, el cunyat del cabdill Copdegarròtix. L'endeví, la dinovena part de les aventures d'Astèrix, apunta a la credulitat de la majoria dels habitants del poble, víctima d'un xarlatà que s'ha aliat amb els romans, l'endeví Pròlix.
El 31 de maig de 1973 va començar la publicació d'un nou relat, Astèrix a Còrsega, que va ser, a més, l'última aventura d'Astèrix que apareixia a les columnes del setmanari Pilote. En 14 anys s'hauran dedicat 880 pàgines del diari a la sèriePer a l'ocasió, els autors fan el seu primer viatge d'estudis in situ. L'àlbum ofereix un concentrat d'estereotips alimentats dels corsos, des de la pràctica de l'omertà fins a la suposada mandra dels illencs passant per la seva susceptibilitat.

### Després dePilote

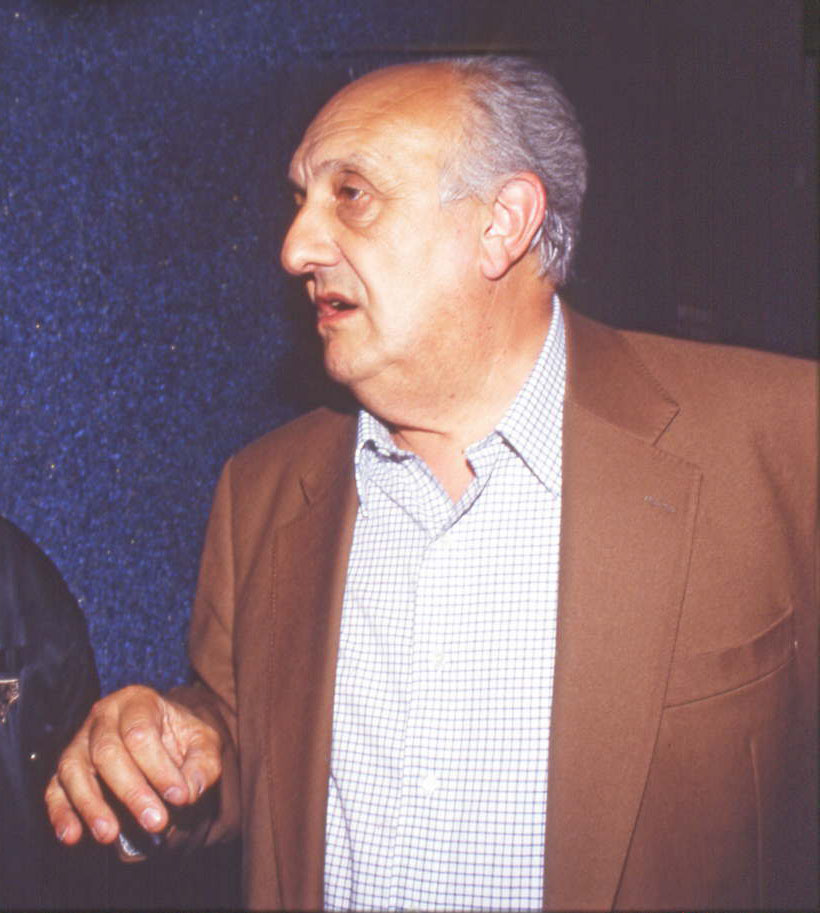
Pierre Tchernia participà en l'escriptura dels guions dels dibuixos animats d'Astèrix.

L'any 1974 va marcar la fundació de Studios Ideafix, que va donar lloc a l'estrena del tercer dibuix animat de la sèrie, Els dotze treballs d'Astèrix, dos anys més tard. A diferència de les dues pel·lícules anteriors, aquesta no prové de l'adaptació d'un àlbum sinó de l'escriptura d'un guió original de René Goscinny, amb el suport de Pierre Tchernia. L'any 1974 també es va publicar el vint-i-un àlbum d'Astèrix, titulat El regal del Cèsar, amb el que el diari Le Monde va fer la seva sèrie d'estiu Aquest episodi relata les rivalitats que poden sorgir durant unes eleccions locals. El duel polític entre el cabdill Copdegarròtix i un nouvingut al poble, anomenat Ortopèdix, és una picada d'ullet a la campanya electoral entre Valéry Giscard d'Estaing i François Mitterrand a les eleccions presidencials de 1974. Astèrix i Obèlix van partir llavors a descobrir Amèrica, a La gran travessia, publicat el 1975 La vint-i-tercera aventura d'Astèrix, la publicació prèvia del qual està assegurada per Le Nouvel Observateur, fa una burla de l'economia liberal. En aquest episodi, titulat Obèlix i companyia, un jove tecnòcrata romà intenta introduir la llei de l'oferta i la demanda al poble gal, la qual cosa crea una rivalitat entre els habitants, cadascun volent esdevenir el més ric i poderós del poble.
L'any 1977, una disputa va oposar René Goscinny al seu amic i editor Georges Dargaud, sobre en particular la gestió dels drets estrangers d'Astèrix, en la qual l'autor es considerava lesat. Goscinny es va plantejar llavors la creació d'una casa d'autoedició i va demanar a Albert Uderzo que suspengués la producció de les planxes per al següent episodi de la sèrie, Astèrix a Bèlgica. El 5 de novembre de 1977, René Goscinny va morir sobtadament d'un atac de cor mentre feia una prova d'esforç en una clínica Albert Uderzo lidera en solitari el projecte Goscinny: el 1979, completa el, després va crear les Éditions Albert René, un 20 % de les quals va ser finançada per Gilberte Goscinny, la vídua del difunt.

### Uderzo sol

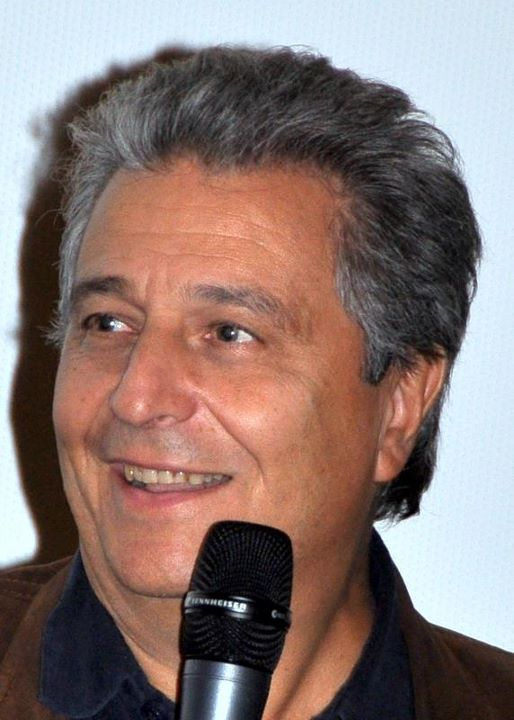
Christian Clavier, qui fou el primer a interpretar el paper d'Astèrix al cinema.

Contra l'opinió de Georges Dargaud, que considerà que després de la tràgica desaparició de Goscinny que Astèrix va morir amb el seu autor, Albert Uderzo s'esforçà per continuar la feina realitzada des de finals dels anys 50 i ell mateix va escriure el guió dels següents àlbums. La seva primera història és La gran rasa, que va aparèixer l'any 1980 i que és una referència indirecta al mur de Berlín que aleshores dividia la ciutat en dos, com el poble gal travessat per una rasa en l'àlbum en qüestió. L'any següent, L'odissea d'Astèrix va ser una oportunitat per a l'autor de denunciar els vessaments de petroli que van provocar el Tanio i que embrutà les platges l'Île de Batz. Va seguir El fill d'Astèrix el 1983,després Astèrix a l'Índia el 1987, una història inspirada en Les mil i una nits i que té lloc en gran part a l'Índia. Amb Astèrix la rosa i l'espasa, publicat l'any 1991, Albert Uderzo torna a respondre a les acusacions de misogínia contra la sèrie: una bard substitueix Assegurançatòrix i porta a una revolució feminista al poble. També és la primera vegada que la tirada inicial de l'àlbum arriba als dos milions de còpies.
Mentre la sèrie, un autèntic èxit editorial, continuava batent rècords de vendes, Albert Uderzo va atreure progressivament les crítiques de la premsa sobre els escenaris de les seves aventures, que es consideraven inacabades. L'any 1996, a El tràngol de l'Obèlix, un àlbum que porta els herois a l'Atlàntida, Obèlix beu una olla plena de poció màgica, que el transforma en una estàtua de pedra abans de tornar a ser físicament un nen. A Astèrix i Latraviata, publicat el 2001, són els pares dels dos herois els que apareixen i a El cel ens cau al damunt, Uderzo introdueix una dosi de ciència-ficció a la història amb l'arribada dels extraterrestres al poble. Aquest darrer àlbum va sortir al mercat l'any 2005, però mentrestant va aparèixer L'Astèrix mai vist, un àlbum que consta de catorze contes publicats en diferents moments, inclòs un inèdit.
Paral·lelament, Astèrix es va convertir en un heroi del cinema: la pel·lícula Astèrix i Obèlix contra Cèsar dirigida per Claude Zidi es va estrenar als cinemes l'any 1999. Amb un pressupost anunciat de 275 milions de francs, es va convertir en aquell moment en la major producció en llengua francesa de tots els temps. Amb la participació d'actors reconeguts com Christian Clavier en el paper d'Astèrix, Gérard Depardieu en el paper d'Obélix o fins i tot Roberto Benigni, la pel·lícula va aconseguir 9 milions d' entrades a França i 24 milions a tot el món, però la recepció a la premsa és més mixta.
L'any 2008, quan va elevar la seva editorial al 63è lloc de les editorials franceses, Albert Uderzo va vendre el 60% de les accions de la seva empresa al grup Hachette, que va recuperar així els drets de tota la sèrie. Uderzo torna a la seva taula de dibuix per signar un nou àlbum, L'Aniversari d'Astèrix i Obèlix. El llibre d'or, que apareix el 2009 per celebrar el cinquantè aniversari de la sèrie. En aquest àlbum de contes, el lector descobreix Astèrix i els seus amics del poble de 50 anys, així com nombroses paròdies d'obres d'art

### Després d'Uderzo

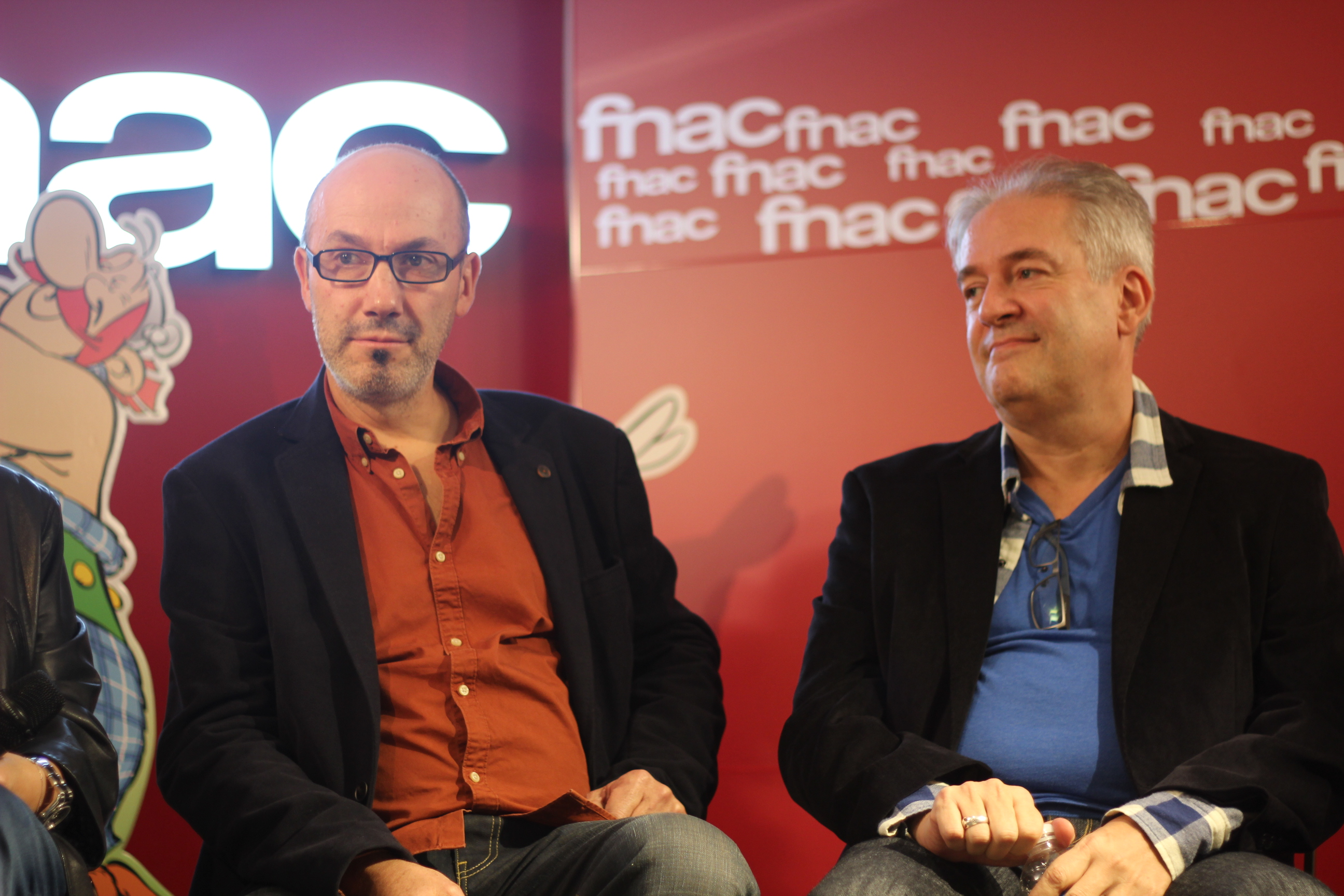
El guionista Jean-Yves Ferri i el dibuixant Didier Conrad, durant la promoció d'Astèrix i els pictes

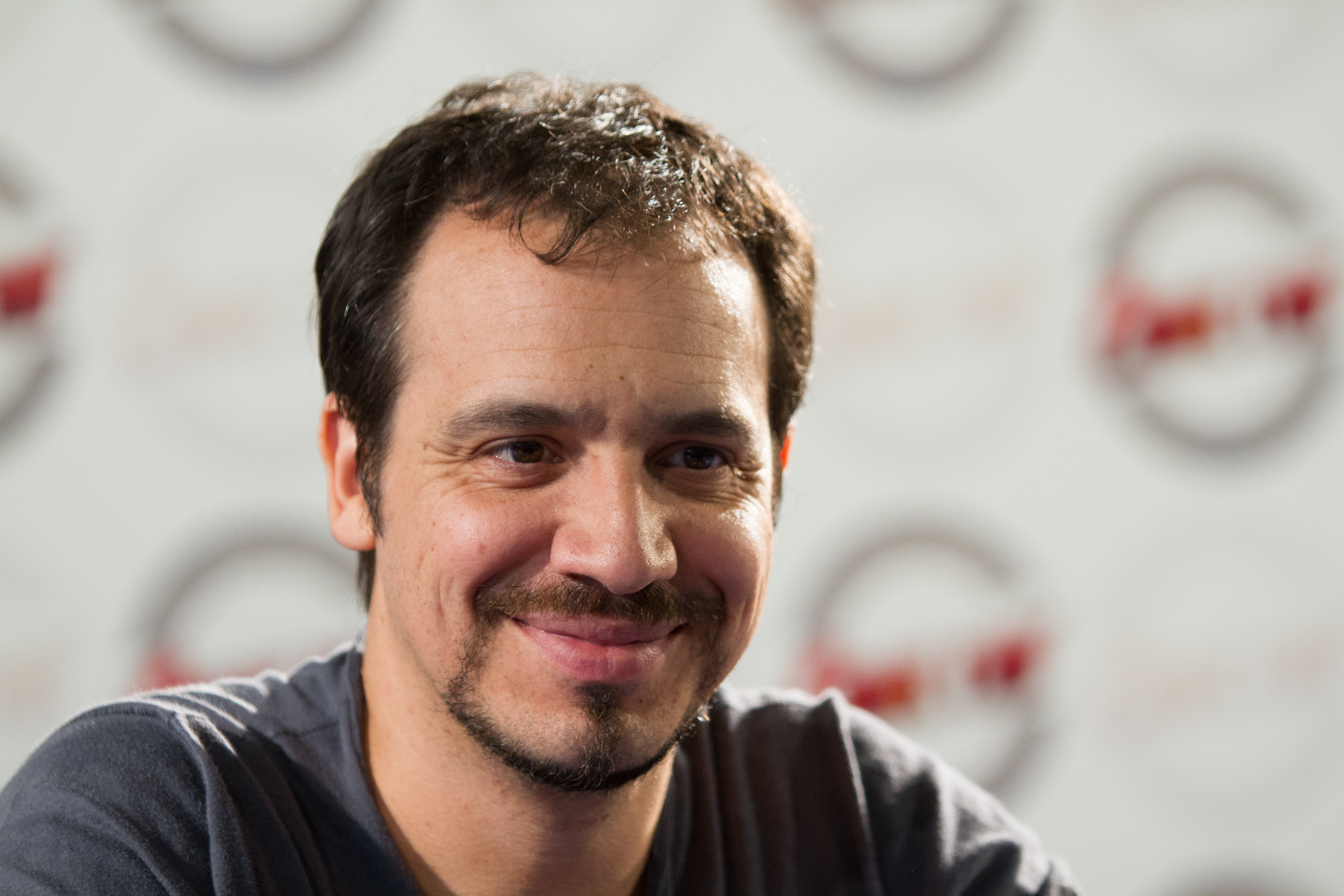
Alexandre Astier va codirigir la primera pel·lícula en 3D d'Astèrix, estrenada el novembre de 2014.

Quan la seva mà ja no li va permetre dibuixar, Albert Uderzo va pensar durant un temps que la sèrie s'acabaria amb ell, però finalment va canviar d'opinió: el setembre de 2011, quan les edicions Hachette van celebrar els 350 milions d'exemplars d'Astèrix venuts a tot el món, el grup anuncia que l'autor Jean-Yves Ferri havia estat escollit per Uderzo per escriure el guió del proper àlbum. Tanmateix, Uderzo va declarar el 2018 que va supervisar fermament el treball de Ferri i Conrad, però que volia que la sèrie acabés quan ell morís.
Astèrix i els pictes, el 35è episodi de la sèrie, va aparèixer el 24 d'octubre de 2013. El guió, escrit en sis mesos per Jean-Yves Ferri, envia Astèrix i Obèlix a Escòcia, aleshores anomenada Caledònia, per desentranyar-hi un cas de traïció entre dos clans. El dibuix era obra de Didier Conrad, mentre que Frédéric Mébarki, autor de totes les imatges sobre productes derivats d'Astèrix, es va apropar inicialment, segueix fidelment l'estil d'Albert Uderzo. Rebut força favorablement per la crítica, aquest nou àlbum va ser un èxit editorial: mentre que 5 milions d'exemplars es van imprimir per a la primera tirada, dels quals 2 milions dedicats a França, es van demanar urgentment noves impressions per cobrir la demanda. Unes setmanes més tard, Albert Uderzo confia en una entrevista concedida a M le magazine du Monde que estava pensant a escriure el guió d'una nova història d'Astèrix, sense tanmateix produir els dibuixos.
El 2014, Alexandre Astier i Louis Clichy van produir una primera adaptació animada en 3D de les aventures d'Astèrix. Astèrix: La residència dels déus s'estrenà als cinemes el 26 de novembre de 2014. L'èxit va ser immediat, mentre que la crítica va subratllar la qualitat de la producció, i Uderzo va declarar que era “la millor pel·lícula d'Astèrix mai estrenada".
El 31 de març de 2015, el guionista Jean-Yves Ferri revelà el nom del següent àlbum d'Astèrix: El papir del Cèsar, que es va publicar el 22 d'octubre del mateix any i va vendre 4,5 milions de còpies a França.
El 18 d'octubre de 2017, un nou àlbum, titulat Astèrix a Itàlia, va sortir a les llibreries franceses i va vendre aproximadament 5 milions d'exemplars, dels quals 2 milions per al mercat francès. Es tracta doncs del tercer àlbum produït pel duo Jean-Yves Ferri - Didier Conrad.
El 24 d'octubre de 2019 es va publicar el 38è àlbum, produït per Jean-Yves Ferri i Didier Conrad. Amb el títol La filla de Vercingetòrix, es van imprimir 5 milions de còpies i es van traduir a vint idiomes.
Un àlbum especial, El menhir d'or, es va publicar el 21 d'octubre de 2020, és una reedició del llibre-àlbum homònim publicat l'any 1967, escrit per René Goscinny amb dibuixos d' Albert Uderzo.
Astèrix i el griu, el 39è àlbum d'Astèrix, el cinquè del duet Jean-Yves Ferri i Didier Conrad, es va publicar el 21 d'octubre de 2021.
Als seus arxius es va descobrir l'esborrany d'un guió inacabat d'una altra aventura d'Astèrix, escrit per René Goscinny poc abans de la seva mort i que portava el títol d'Astèrix al circ. A causa d'aparèixer després d'Astèrix a Bèlgica, la filla de l'autor ha insinuat que un intent de finalitzar l'àlbum es podria dur a terme en els propers anys.

## Anàlisi

### Els noms
El nom original en francès del personatge és Astérix, on l'accent gràfic no indica la síl·laba tònica, que és la darrera. Els primers àlbums d'Astèrix en català van sortir amb el nom sense accent ("Asterix"), llegint-se com una paraula aguda com en francès i mantenint la similitud fonètica amb "asterisc", però posteriorment van adoptar la grafia Astèrix passant a pronunciar-se com una paraula plana. El mateix canvi va experimentar el nom d'Obèlix (Obélix en francès) que va ser en català primer "Obelix" i després "Obèlix", passant d'aguda a plana i perdent el joc de paraules amb "obelisc" de l'original francès. Dècades després, aquest canvi i altres traduccions catalanes dels noms dels personatges encara han estat criticats per poc fidels a l'original i per no ajudar a entendre la ironia que s'hi amaga.

### Humor

#### Personalitats caricaturades
A més de personatges històrics com Juli Cèsar o Cleòpatra, han aparegut molts personatges existents o que han existit al llarg dels successius àlbums, en forma de cameigs. Per exemple, La zitzània compta amb un centurió romà que té els trets de l'actor Lino Ventura, que era molt popular en el moment en què es va publicar l'àlbum. Aquesta pràctica contribueix a donar diferents nivells de lectura a l'obra (els nens, i fins i tot els adults, no reconeixeran necessàriament totes les personalitats caricaturitzades) i evita que es redueixi al rang de “còmics per a infants”. A El papir del Cèsar, Bonus Promoplus, assessor de Juli Cèsar, és una caricatura de Jacques Séguéla.

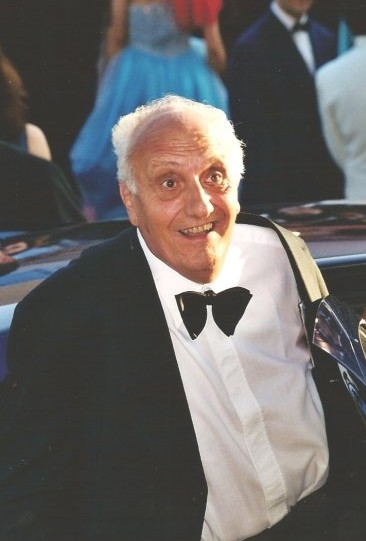
Pierre Tchernia, amic de Goscinny i Uderzo, és la personalitat més sovint caricaturitzada a Astèrix.

Les aparicions més habituals són personatges de la vida pública francesa, però també en trobem d'internacionals. Entre els quals podem trobar l'actor britànic Charles Laughton (La falç d'or), els Beatles (Astèrix a Bretanya), Kirk Douglas (El mal tràngol de l'Obèlix), els Dupond i Dupont (Astèrix a Bèlgica), Eddy Merckx (Astèrix a Bèlgica), Sean Connery (L'odissea d'Astèrix), René Goscinny (L'odissea d'Astèrix), Stan Laurel & Oliver Hardy (Obèlix i companyia) o Jacques Chirac (Obèlix i companyia). També es veuen dibuixats els autors en un relleu a la porta d'Olímpia sota els títols de Tirà i Dèspota (Astèrix als Jocs Olímpics, pàgina 29)

#### Caracterització col·lectiva
Ja des del primer àlbum es caracteritzen els personatges de diferents "nacionalitats" per la finalització del seu nom. Així:
- Tots els gals porten un nom acabat en -ix (seguint l'exemple del seu cap històric Vercingetòrix). Posteriorment es tracten igual la resta de francòfons: helvecis (suïssos), corsos, belgues.
- Els romans acaben el nom en -us.
- Al tercer àlbum, Astèrix i els gots es continua la broma acabant els noms dels germànics en -ic, seguint personatges històrics com Teodoric el Gran, Alaric I i altres, i a més parlen amb lletra gòtica.
- A partir d'aquí, els egipcis terminen en -is (per Isis, Osiris, Tuthmosis…) i parlen en dibuixets que recorden els jeroglífics i que són realment jeroglífics en el sentit modern (així, quan el personatge d'Astèrix legionari Pistadetenis diu el seu nom es representa amb el dibuix d'una pista de tenis...).
- Els bretons, també celtes però que "parlen diferent", acaben el nom en -ax, llevat dels caps que l'acaben en -os com el cap Cassivellaunos.
- Els hibernis (irlandesos) el comencen en O'- i els caledonians (escocesos) en Mac -.
- Els "normands" (escandinaus) acaben el nom en -af (com Olaf).
- Els grecs en -os i parlen amb una lletra angulosa que suggereix l'afabet grec
- Els ibers tenen el nom format per dues paraules lligades per una i (per exemple el cap "Sopadall i Crostó"), en referència als dos cognoms dels espanyols

#### Jocs de paraules
Els jocs de paraules són molt nombrosos, Goscinny n'ha difós alguns per a diferents edats. Cal destacar que els noms de la majoria dels personatges que apareixen en els aproximadament trenta àlbums d'Astèrix el gal es basen en jocs de paraules, començant pel nom d'Astèrix, que evoca el signe tipogràfic anomenat "asterisc", i el nom d'Obèlix, que evoca l'element tipogràfic. signe anomenat "obelos" que es pot utilitzar com a trucada de nota a més de l'asterisc. També podem citar el personatge d'Idèfix, el nom del qual recorda l'expressió "idea fixa", però també la gal·la Ielosubmarine, el nom del qual recorda la cançó dels Beatles Yellow Submarine, o fins i tot el degà del poble, que lògicament s'anomena Edatdepèdrix (nom que evoca l'expressió "edat de pedra"), i molts altres. A més, tots els noms dels gals acaben en -ix, que és de fet una interpretació personal dels autors a partir dels noms dels caps gals en -rix (rei), per exemple Vercingetòrix, quan en realitat els noms masculins acabaven més sovint en -os, que correspon al nominatiu llatí masculí singular -us, els de les gal·les solen acabar en –ine (Bonemine, Iélosubmarine, etc., essent Falbala una de les excepcions), que en canvi correspon a una certa realitat, totes les dels normands en -af (Grossebaf, Autograf, Batdaf...), sobre el model del sant rei Olaf II de Noruega, tots els dels ibers en -on (Soupalognon y Crouton...), dels bretons en -ax (Jolitorax, Antrax...) o en -os (Zebigbos), dels gots en -ic (Telefèric, Perifèric...), d'acord amb els noms alemanys en -ric, els romans en -us (Garovirus, Roméomontaigus, Infarctus...), els grecs en -os o –as (Plexigas, Invinoveritas...), els egipcis en -is (Numerobis, Tournevis, Amonbofis...), indis en -ah o -ane (Kiçah, Seurhane) i els dels pictes i caledonis comencen per mac- (Mac Oloch, Mac Abbeh...). A Astèrix a Itàlia apareixen nous pobles com els kushites en -afer (Toutunafer i Nipheniafer), els sàrmates en -ov (Ogouguimov, Olyunidislov), els lusitans a -ès (Solilès, Pataquès), els cimbres com els seus companys víkings a -en (Neuillisursen, Betåkårøten).
Altres jocs de paraules són més contextuals. Els exemples són nombrosos. Parlant d'Astèrix i Obèlix que es troben als banys termals, en una piscina plena (a diferència de les altres piscines del lloc, abans buidades per Obèlix), el cap Copdegarròtix li diu al propietari del local "Els meus gals estan al ple. " (al·lusions a "Els gals són a la plana"). Un galo-romà (el cap de la tribu Aplusbegalix), va penjar un cartell "Roma Sweet Rome, o Astèrix, a casa seva, dirigint-se a una parella de romans la dona dels quals era generosa, a diferència del seu marit, i va llançar: "Vinga, romà, sigueu bo com la Romaine".

#### Acudits recurrents
Els acudits recurrents són molt present al llarg de la sèrie. Es presenta en forma de malentesos entre els personatges o problemes lingüístics. Algunes escenes es repeteixen amb freqüència, com l'escena del naufragi dels pirates que sempre comença amb un crit de por del personatge Baba el vigia: "El Gal... el GalsGals..." i que acaba amb una cita en llatí de Triple-pota, el vell pirata paralitzat. Els cants del bard també són molt regulars, i sempre fan que els oients fugin o que el bard quedi incapacitat per cops. Obélix puntua les seves observacions amb "són bojos aquests...". Les baralles pel peix no fresc d'Ordralfabètix i les reiterades caigudes del cap Copdegarròtix des del cim del seu escut, que comencen a partir del catorzè àlbum Astèrix a Hispània, també són molt freqüents a la sèrie.
A més, a més de ser així inter-àlbums (els gags es repeteixen d'un àlbum a un altre), els acudits recurrents també són molt present dins dels propis àlbums, amb gags que s'hi repeteixen regularment. L'àlbum L'odissea d'Astèrix n'és un bon exemple: al vaixell fenici, Astèrix i Obèlix s'enfronten a vaixells tres vegades seguides, amb la mateixa posada en escena ("Cada cop que torno a veure aquesta escena, 'descobreixo' alguna cosa nova allà!') comenta un membre de la tripulació) aleshores el seu vaixell rep la "mateixa benvinguda" (fletxes i boles enceses) a quatre ports seguits; i al desert, els gals són atacats repetidament per guerrers de diverses tribus que sempre els confonen amb els seus enemics que arriben després, nomenant els seus enemics etc., tot acompanyat de rèpliques repetitives i tot un conjunt construint un còmic de rica repetició.

### Anacronismes
La imatge que dona la historieta de la vida quotidiana a la Gàl·lia no s'ha de prendre al peu de la lletra:
- les xemeneies de les barraques: els gals no coneixien la xemeneia, l'evacuació dels fums es feia per obertures en pinyó amb fins i tot el sostre;
- les cases rodones de pedra de tipus ibèric: les dels gals eren el més sovint llargues, fetes de fusta (pals, forma primitiva d'entramat) i panotxa o fang ;
- el vestit del druida Panoràmix: sempre amb toga blanca, el vestit de cerimonial;
- cascs: els homes porten constantment el seu material bèl·lic (casc, espasa, etc.);
- menhirs: els gals mai no van aixecar menhirs ; existien abans de la seva arribada i, en tot cas, ja no els bastien en temps de Cèsar;
- l'escut : aixecar el cap sobre un escut no es deu als gals sinó als germànics, i en particular als francs que van portar aquest costum a la Gàl·lia al segle v;
- per als homes, l'ús sistemàtic del bigoti: moda masculina més testimoniada entre els francs que entre els celtes ;
- també és poc probable trobar un druida i un bard al mateix poble, ja que les seves funcions eren semblants;
- senglars: els gals rarament menjaven animals salvatges caçats; diàriament consumien bestiar, sobretot ovells, porcs i fins i tot gossos;
- patates: aquest tubercle només va ser introduït a Europa al segle xvi pels conquistadors que el van portar d'Amèrica; mai un legionari o un gal en va menjar ni pelar.

#### Incoherències cronològiques i llibertats preses amb la història
Cada àlbum situa la història com a transcorregut l'any 50 aC, però és obvi que els anys se succeeixen. La línia de temps es pot traçar aproximadament de la següent manera:
- Astèrix el Gal : 50 aC;
- Astèrix i Cleopatra: referència a les relacions entre Cèsar i  Cleòpatra, iniciades el 48/47 aC, mentre Egipte esdevé un protectorat romà;
- Astèrix legionari: referència a la batalla de Tapsos, en 46aC ;
- Astèrix a Hispània: arribada de Cèsar a Hispània cap al 46/45aC;
- El fill d'Astèrix: referència a Cesarió, fill de Cleòpatra nascut cap al 44aC, la paternitat del qual s'atribueix a Cèsar;
- Astèrix a Bretanya: la capital Londínium no existia l'any 50 aC Només va ser fundada l'any 43 dC, gairebé un segle més tard, tot i que a la zona s'han trobat vestigis d'anteriors assentaments britànics.
- Astèrix a Còrsega: els corsos amb noms en -ix fan referència a la realitat contemporània de Còrsega pertanyent a França. Còrsega, però, no tenia més vincles amb la Gàl·lia a l'antiguitat que cap altra illa de la Mediterrània.

Tanmateix, els autors es prenen moltes llibertats amb la realitat històrica. Els seus herois, per exemple, participen en esdeveniments anteriors al 50aC, com la invasió parcial de la Bretanya insular (55aC) i de Bèlgica, que van formar part integrant de la campanya de les guerres de les Gal·lies, els anys 50aC. Per contra, les referències al saqueig dels víkings a Astèrix i els normands, i a l'expedició a Vinland a La gran travessia, corresponen a fets que van tenir lloc molt més tard, entre el segle viii i el segle xi; aquests anacronismes estan tanmateix justificats, els primers d'una manera còmica pel líder dels víkings d'Astèrix i els normands que especifica, a la pàgina 31, “[no vingueren] a fer la guerra. Per això, [els seus] descendents se'n tindran cura d'aquí a uns quants segles.”, i el segon pel fet que l'explorador víking de La gran travessia es veu a si mateix com un visionari, i que la seva tribu no el pren seriosament;
- Juli Cèsar "emperador": en realitat mai va portar aquest títol, ja que la funció designada comunament amb aquest nom només va ser creada uns trenta anys més tard per August; a més, mai no va fer construir un palau a Roma, on ell sol i personalment va exercir el poder només entre el 46 aC (victòria definitiva sobre Gneu Pompeu Magne i els seus partidaris) i el 44 aC (assassinat). Com a corol·lari, no hi havia cap Imperi Romà a la data del 50aC. Fins a l'any 27 aC, Astèrix i els seus amics només podien lluitar contra la República Romana. Cèsar també sembla viure una passió assumida i mostrada amb Cleòpatra, quan en realitat la seva relació era més discreta (cadascú està casat al seu costat), mentre que la paternitat del seu únic presumpte fill biològic, Cesarió, que no ha conegut mai, restà discreta;
- el "Circ Màxim": el monument dibuixat canvia segons els àlbums però mai es correspon amb la realitat; a Astèrix gladiador, és semblant al Coliseu, el gran amfiteatre de Roma que en realitat va acollir lluites de gladiadors i animals salvatges, però la primera pedra del qual no es va posar fins a l'any 70, més d'un segle després que Astèrix i Obèlix haguessin visitat la Ciutat Eterna; a Els llorers del Cèsar, el dibuix representa bé el monument que existia a l'antiga Roma amb el nom de "Circ Màxim", però era el gran hipòdrom de la ciutat, on es feien curses de cavalls i carros i que mai acollia ni una lluita de gladiadors;
- la representació de Roma a Astèrix a l'Índia: durant el seu viatge en catifa voladora que els condueix a l'Índia, els gals sobrevolen la ciutat eterna, i en particular el Fòrum, el cor històric de la ciutat, representat amb molta fidelitat però en la seva versió "definitiva". ", és a dir tal com podria existir en temps de l'emperador Constantí, cap al 330; si al Fòrum ja estaven presents diversos edificis importants de l'època d'Astèrix (Tabularium, Cúria i Comitium, Rostres, basíliques Júlia i Èmilia, la Casa de les Vestals els temples de Càstor i Pòl·lux, de la Concòrdia, de Saturn o de Ròmul), la majoria presentaven un aspecte arquitectònic molt diferent perquè després van ser reconstruïts, de vegades en llocs diferents, arran d'incendis o per ser ampliats i embellits; finalment, molts dels edificis dibuixats encara no existien cap al 50aC (fòrums de Cèsar i Nerva, la basílica de Maxenci, els temples de Cèsar, Vespasià i de la Pau, arcs d'August, Titus i  Septimi Sever) perquè són el resultat de múltiples campanyes d'ampliació i renovació dirigides des de Juli Cèsar i durant més de tres segles pels emperadors romans;
  - Altres ciutats de vegades no existeixen en absolut. Així, Londínium es representa com una ciutat important de la Bretanya insular, parodiant el Londres actual, quan en realitat només es va fundar l'any 43 durant la campanya liderada per l'emperador Claudi (i encara com un simple campament militar), que també marca el data de la conquesta real de l'illa, en comparació amb els dos desembarcaments de Cèsar que simplement va obtenir la lleialtat d'uns quants regnes costaners.
- els campaments romans: si la representació i l'organització dels campaments militars romans s'acosta força a la realitat, és molt simplificada, en particular per als que envolten el poble gal: en cap cas un centurió, oficial subaltern al comandament d'una centúria, una unitat formada per de 60 a 90 homes, no poden conduir un campament, perquè només les legions, comandades per llegats, establia camps militars; a més, els campaments permanents, com els que vigilaven el poble, eren construïts amb pedra, i no amb palissades de fusta, reservades a campaments temporals. Els campaments romans o "campament de Cèsar", il·lustrats per nombroses localitats, es prenen literalment per la sèrie, mentre que per a l'arqueologia moderna només són restes d'assentaments romans, l'edat del ferro (per tant, la gal·la), o fins i tot l'època medieval, en la majoria dels casos. A més, de les restes dels pocs campaments romans de l'Alt Imperi que s'han trobat mai a França, no se n'ha descobert cap al nord-oest de la Gàl·lia, on se suposa que es durà a terme l'acció,[112] amb la notable excepció i tot allò força recent del jaciment de Port-en-Bessin-Huppain.[113]
- el vestit dels legionaris romans: els romans gairebé sempre porten armadures segmentades (lorica segmentata). Aquest tipus d'armadura no va aparèixer a l'exèrcit romà fins un segle més tard;
- el vestit dels gals: el dels guerrers es diferenciava poc del dels legionaris romans. De fet, si els gals portaven realment pantalons de tartà segons l'arqueologia, el seu tallat de cabells sovint s'assemblava al dels romans i no tots tenien bigoti (a les monedes, Vercingétorix es representa amb els cabells curts, sense bigoti). Els guerrers (almenys alguns) portaven cota de malla i un model de casc, semblant al dels romans, que també utilitzaven, almenys durant un període determinat, cascs d'origen gal. Pel que fa als seus escuts, no eren rodons (com entre els alemanys per exemple) sinó la majoria de les vegades amb forma d'ametlla, model utilitzat també per l'exèrcit romà. Astèrix recull en això els tòpics habituals del segle xix i del segle xx;
- les referències a Gneu Pompeu Magne a Astèrix i Latraviata : en aquest àlbum, Pompeu es troba a la Gàl·lia, buscant aixecar un exèrcit per enderrocar César, que es troba a Roma. En la realitat històrica, els rols es van invertir. A més, Pompeu ja no hauria de viure, ja que aquest àlbum té lloc després d'Astèrix legionari (Tragicòmix i Falbala estan casats) que va tenir com a escenari la batalla de Tapsos, que té lloc després de la mort de Pompeu. Pel que fa al seu fill, Pompeu el Jove, va morir en la batalla de Munda, durant la campanya de Cèsar a Espanya, que la sèrie ja havia tocat a Astèrix a Hispània.
- diversos àlbums mostren soldats romans patrullant camuflats al bosc i descriuen trucs dels líders romans en un intent de sotmetre el poble gal. De fet, els romans estaven molt lligats al concepte de guerra justa i piadosa (bellum iustum et pium) on l'ús de l'engany per aconseguir la victòria era infame. Als ulls dels romans, només un combat frontal era respectable. L'ús d'una estratagema només era acceptable contra els enemics coneguts per utilitzar-lo ells mateixos, especialment els grecs i els cartaginesos.[114]

Com a norma general, cal recordar que malgrat els esforços de documentació, l'univers d'Astèrix està molt allunyat de la realitat històrica ja que sovint consisteix a aplicar l'"esperit" modern més o menys caricaturitzat d'un país, al seu antic format. No es tracta doncs d'una aproximació involuntària, sinó d'un esperit explícit de canvi. Per exemple, a la Lutècia asterixiana (que té per a aquesta Gàl·lia fictícia el paper d'avantguarda de l'art, la celebració i la moda que el París contemporani tindrà aleshores per a la "província", que ja està lluny de la realitat històrica de la posició de Lutècia a la Gàl·lia romana), un el colomar gegant s'assembla a la Torre Eiffel, mentre que la ciutat acull una delegació del Comitè Olímpic Grec, perquè pugui acollir l'organització dels jocs. Equiparar el funcionament dels Jocs moderns, que tenen lloc cada vegada en diferents llocs, amb el dels Jocs antics originals és, per descomptat, absurd des del punt de vista històric, però l'esperit d'Astèrix no es troba precisament en la transcripció fidel de la història. Un altre exemple: en els còmics, la Germania contemporània de Juli Cèsar (equiparada a l'àlbum als únics gots, visigots, ostrogots) és en part una amalgama de referències al militarisme prussià, el Reich de Hitler i la famosa fragmentació política interna del Sacre Imperi Romanogermànic. A les Illes Britàniques, els bretons juguen al rugbi als estadis, ens trobem amb remolcs de dos pisos que recorden els famosos autobusos de dos pisos de Londres, mostrem 4 bards famosos que són caricatures dels Beatles, etc. La majoria dels àlbums que se centren en un poble en particular (inclosos els gals) utilitzen aquest patró de barreja de passat, present i clixés. Un últim exemple encara més capritxos podria ser el de les “muntanyes eslaves” instal·lades amb motiu del Combat dels caps, grans atraccions mecàniques que presenten una versió “bàrbara” transparent de la muntanya russa.
No obstant això, molts elements històrics reals s'han integrat hàbilment en les aventures d'Astèrix: conquesta de la Bretanya (encara que no fos obra de Juli Cèsar, que només va fer incursions), revoltes ibèriques, lluites de César a Àfrica contra els antics partidaris de Pompeu, enllaç amb Cleòpatra, els qüestors, els vint anys de servei a l'exèrcit, la formació militar anomenada "tortuga", etc.

### Gràfics

#### Estil gràfic
El dibuix d'Albert Uderzo i la sèrie s'acosta a l'escola Marcinelle de la revista Spirou, on els dibuixos es fan de manera semirealista. És a dir que els personatges estan en part caricaturitzats a nivell de les expressions i tots tenen un gran nas

#### Expressions
Les expressions es caricaturitzen fins a l'extrem per tal de fer riure immediatament el lector. Els nassos dels personatges són enormes, cada detall físic i del personatge és exagerat. Un personatge borratxo té el nas vermell, un gran menjador té una panxa enorme o un mestre autoritari té un coll sobredimensionat El color de la cara també forma part de la caricatura amb una cara vermella per la ira i verda per la por. A La gran travessia, un tauler sense paraules es dedica a detallar l'expressió dels personatges gals d' Astèrix i Obèlix, amb la golafreria representada per les mans que es freguen l'estómac i una llengua salivant, el mal humor per les celles arruïnades, les mans a les butxaques i les espatlles aixecades o fins i tot la baralla representada per la postura d'un boxejador

#### Paisatge
Les decoracions que dibuixa Albert Uderzo neixen la major part del temps de la seva imaginació i mai utilitza fotografies ni documentació. L'única excepció és Astèrix a Còrsega, on ell mateix va anar a Còrsega per documentar-se i fer fotografies de la fauna i la flora. Els paisatges d'Albert Uderzo sempre són molt detallats i ben fets

#### Arquitectura
Per dibuixar les arquitectures representades a la sèrie, Albert Uderzo no sempre utilitza documents. Així, a La volta a la Gàl·lia, dibuixa el port de Gesocribate de l'època segons la seva imaginació. Posteriorment, va rebre una carta d'un llicenciat en Història que el felicitava pel traçat del port fidel a l'antiga representació. La ciutat de Lutècia està representada al llarg del traçat de l'actual Île de la Cité, amb un temple romà en lloc de la basílica de Notre-Dame de París i l'eix de la rue Saint-Jacques. Per a la ciutat de Roma present al Els llorers del Cèsar, s'inspira en la gran maqueta de l'arquitecte Italo Gismondi que representa Roma sota l'emperador Constantí I. Per a L'odissea d'Astèrix, Albert Uderzo hi va fer el seu segon viatge d'estudis, després de Còrsega, per dissenyar un decorat. En aquest cas va anar a Jerusalem, i s'inspirà especialment en la maqueta present al Museu d'Israel per dibuixar el Segon Temple de Jerusalem

### Institucions

#### República Romana

##### Senat
El Senat romà representat en la sèrie és íntegrament controlat per Juli César, que compra la submissió dels senadors que hi asseuen o redueix la seva influència. Sembla que ha perdut el seu paper de cap de l'estat romà davant Cèsar i ja ni tan sols controla la política exterior de la República. Quan el Senat està representat és per mostrar-lo com una assemblea adormida formada per antics soldats o antics partidaris de Gneu Pompeu Magne, suavitzades pel luxe i les fortunes adquirides, que creen comissions i subcomissions per enterrar cada expedient o donar-se l'oportunitat d'examinar-la en un futur dinar. Pretenen sobretot mantenir els seus interessos mantenint el poder en el seu lloc, permetent a Cèsar regnar en solitari sobre la República Romana davant d'aquest poder totalment afeblit

##### Exèrcit
Com en la realitat històrica, l'exèrcit romà és fidel a Juli César, i no més al Senat. Està format majoritàriament per voluntaris que cerquen la glòria i la fortuna (es lamenten molt ràpidament de la seva elecció), però també de soldats enviats principalment a Còrsega. Si els legionaris són lleials a Cèsar, molts dels seus oficials, principalment centurions, somien amb enderrocar-lo i substituir-lo. Aquest és particularment el cas de la història de L'endeví on Caius Veratolluç, el centurió del camp de Petibonum és contrariat en els seus plans pel seu optione, que es manté fins al final fidel a la legalitat del poder vigent. Malgrat algunes traïcions, César sosté el seu exèrcit amb una mà magistral i no dubta a comandar-lo ell mateix com a Astèrix a Bèlgica. A més, ell mateix castiga els oficials que el desobeeixen, com en la primera aventura de la sèrie, on envia un centurió a la Baixa Mongòlia

##### Jocs de circ
Els jocs de circ es representen a la sèrie com un instrument per atontar la gent i allunyar-la de la política. Durant els jocs, Cèsar segueix les opinions del públic perquè sap que com més feliç és la gent, més s'enforteix el seu poder. Per exemple, a Astèrix gladiador, concedeix la seva gràcia a Assurancetotrix, molt aplaudida pel públic amb Astèrix i Obèlix

#### Bàrbars i bandolers
Els bàrbars i els bandolers: el lector els veu, entre d'altres, a La falç d'or i La volta a la Gàl·lia on intenten robar als dos herois però es troben castigats amb cops de puny.

### Paròdia

#### Pobles

##### Els francesos

###### París i els parisencs
París és representada a la sèrie per Lutècia. Enclavada a l'Île de la Cité, Lutècia es presenta aleshores com a París contemporània, ciutat de llum, de les arts, de l'amor, de la moda i coneguda per la seva vida nocturna. Els turistes vénen en massa d'altres països antics per veure-hi un molí vermell, que ofereix una visita a la ciutat durant tres sestercis. És la capital de la moda: a Astèrix la rosa i l'espasa, els vilatans tenen curiositat per saber què està de moda a la ciutat (d'aquí la resposta de Maestria: "Oh, ja ho saps, Lutècia és només "una aposta de futur". És la ciutat on has d'anar per trobar una carrera artística o fer fortuna: a Astèrix i els normands, Assurancetourix espera poder cantar a l'"Olympix". Els arvernis obriren allà establiments que venien vi i carbó i els meridionals obren fondes com al àlbum La falç d'or on un personatge semblant al César de Marcel Pagnol regenta un establiment anomenat Au soleil de Massilia. Els gals estan units a la seva capital (en realitat Lutècia no té aquest estatus) i no dubten a donar-ho a conèixer en cant: així, presoner dels gots, el druida Panoramix canta "Revoir Lutècia" i Assurancetourix, a les presons de Roma, canta "Menhir import" paròdia de Revoir Paris i Ménilmontant de Charles Trenet (composta durant l'ocupació alemanya); Maestria, a Astèrix la rosa i l'espasa, canta "Lutècia est une blonde", una paròdia de Ça, c'est Paris de Mistinguett; per celebrar l'arribada al Pireu d'Astèrix als Jocs Olímpics, el poble canta “A Lutècia, ens agrada la pell de senglar de Nini! » paròdia de Nini peau d'chien d'Aristide Bruant

###### Alvèrnia i els averns
A la sèrie, l'Alvèrnia i els seus habitants estan representats pels arverns. La gent acudeix principalment aquí per als tractaments de spa, a les localitats d'Aquae calidae (Vichèi) o Borvo (La Bourboule). Els viatgers, com Astèrix i Obelix, no dubten a pujar al Puy de Dôme, on l'aire és deliciós. La capital Nemessos (Clermont-Ferrand) té una gran empresa de fabricació de rodes que recorda la companyia Michelin. També és una regió amb una gran varietat d'especialitats culinàries com el "bleu d'Arverne", el guisat de col o l'embotit, i al final de l'àpat ballem la bourrée. Els habitants tenen un accent xiulador encara que les noves generacions l'estan perdent segons l'antic Arvernes Els arvernis no dubtaven a abandonar la seva regió per fer fortuna a la capital obrint botigues de vins i carbó

###### La Provença i els provençals
La Provença representada a la sèrie és principalment la de Marcel Pagnol. A l'àlbum La volta a la Gàl·lia, els dos irreductibles gals van a Massilia (Marsella) i entren en un establiment anomenat "Taverna del Navegant" on es juga a una partida de cartes amb quatre caricatures extretes de la pel·lícula Marius, adaptació de Pagnol.. El llogater, César Labeldecadix, és la caricatura de Raimu interpretant el personatge de César. Gemega contra l'"estranger" de Lugdúnum que es nega a beure el "pastís". Al costat hi ha una peixateria on el comerciant sembla Honorine Cabanis, un altre personatge de Pagnol. Massilia és la ciutat de l'exageració, la bouillabaisse i la petanca. L'accent de Marsella és caricaturitzat i els autors distorsionen els sons i la parla provençal.

###### Còrsega i els corsos
Còrsega i la seva gent es representen principalment a la història d'Astèrix a Còrsega, que veu Astèrix i Obèlix viatjar a l'illa de la bellesa. Gràficament, la Còrsega dibuixada per Uderzo és estereotipada: l'illa és muntanyosa, coberta de boscos d'alzines, castanyers i màquies. Els pobles estan fets de cases de pedra seca, els vells passen el temps asseguts als bancs, les dones porten el mezzaro i els porcs salvatges passen lliures davant les cases. Les referències a la cultura corsa són grans, en particular al cantant Tino Rossi: el nom d'Ocatarinetabellatchitchix, el cors principal de la història, fa referència a la tornada de la cançó Tchi tchi i la contrasenya utilitzada per pirates i gals és una referència a una altra cançó Vieni vieni. Les referències a Napoleó I són també molt nombroses: Ocatarinetabellatchitchix es mostra diverses vegades en la postura de Napoleó, la mà al plec de la seva capa de pell, anuncia sobretot després de la victòria contra els legionaris romans que per als corsos acceptar un emperador, haurà de ser cors ell mateix
Els estereotips corsos es magnificen amb el segon grau. Les disputes ancestrals i la vendetta són caricaturitzades per l'oposició entre els clans d'Ocatarinetabellatchitchix i Figatellix, els orígens dels quals són tan antics que ja no en sabem el motiu exacte, els motius esmentats són irrisoris i ni tan sols afecten a un dels membres.L'orgull dels corsos és caricaturitzat per personatges rígids i estoics, que mai somriuen i rarament mostren les seves emocions. Les dones corses estan representades com a perfectament submises als homes del clan: romanen enclaustrades a casa, sense poder parlar en presència d'un home que no pertany al clan.L'últim estereotip parodiat, la mandra dels corsos: Ocatarinetabellatchitchix, alliberat pels romans abans de l'atac dels irreductibles gals, es nega a interrompre la migdiada per abandonar la cel·la; els druides corsos no recullen el vesc dels arbres sinó que esperen que caigui, i les obres de la via romana avancen lentament (inaugurada tres anys abans, només té unes quantes lloses). En realitat, si els noms dels corsos acaben en -ix i si Còrsega té druides, és per mostrar d'una manera moderna la seva pertinença a la Gàl·lia, per tant a França, mentre que en realitat, els corsos no descendeixen ni dels gals (que mai va colonitzar l'illa) i, per tant, no tenen druides, en el sentit celta del terme.
En el prefaci de l'àlbum, els autors es preocupen, amb un segon grau assumit, de lloar els mèrits de Còrsega i d'alguns dels seus grans homes, recordant amb humor que els corsos són encara més que gent plena de qualitats: són susceptibles.

###### La resta de França
Els àlbums de la sèrie representen un gran nombre d'habitants de les diferents regions de França i les seves diferències. Així Armòrica, on es troba el poble de l'irreductible, és una representació de la Bretanya moderna. A El fill d'Astèrix, un dels habitants del poble planta menhirs en un camp, al·lusió als menhirs de Carnac; la comarca ja té una forta herència de cançons i danses (“Han cascs alats, visca els celtes” canta Assegurançatòrix, paròdia de la cançó Ils ont des chapeaux ronds) Normandia és parodiada per dues representacions, la dels normands a l' àlbum Astèrix i els normands i pels habitants de Rotomagus (Rouen) a l'àlbum La volta a la Gàl·lia. El desembarcament dels normands a les platges gales és una doble al·lusió a les invasions vikingues de l'edat mitjana, que van fundar la província el 911, i al desembarcament aliat a les platges normandes durant la Segona Guerra Mundial. Excaven "bells forats normands", una referència a beure un got d'alcohol entre dos plats d'un àpat. Acompanyen tots els seus plats amb melmelada i la seva especialitat culinària és la "crema amb melmelada". Arribats a la Gàl·lia, canten que volen tornar a veure la seva Normandia, una referència a l'himne normand Ma Normandie escrit per Frédéric Bérat. Pel que fa als habitants de Rotomagus, donen respostes de normand als legionaris que persegueixen Astèrix i Obèlix basant-se en "Potser sí, potser no". La ciutat de Suindinum (Le Mans) és coneguda per la seva famosa cursa de carros de bous de 24 hores.
A Niçae (Niça) hi ha el "promenade des Bretons", vorejat de palmeres, i les platges de la ciutat estan plenes de turistes. L'especialitat culinària és la “Amanida Niceoise”. Burdígala (Bordeus) s'especialitza en vi i ostres i la famosa Place des Quinconces rep el nom de les ordres del centurió romà que exigeix que els seus legionaris es posin en fila esglaonada durant la batalla contra els habitants de la ciutat que protegeixen la fugida d'Astèrix i Obèlix El País Basc està representat pels vacceus, excel·lents muntanyencs i guies, que ajuden al pas a Hispània. La seva especialitat culinària és el "pollastre Vasconne", una paròdia del pollastre basc Lugdúnum és un important centre de resistència a l'ocupació romaine, en referència a la Lió moderna, ciutat de resistència i sobretot de Jean Moulin. Els legionaris romans es perden pels carrerons de la ciutat que recorden les traboules. Sense oblidar les ciutats especialment representades per les seves especialitats culinàries a La volta a la Gàl·lia: Tolosa (Tolosa) per l'embotit, Aginnum (Agen) per les seves prunes seques, Camaracum (Cambrai) per les seves tonteries i Durocortorum (Reims) pel seu vi escumós en àmfora, els taps de les quals brollen fàcilment.

##### Altres identitats

###### Els helvecis
Els helvecis, els quals constituïen una de les nombroses tribus gal·les en aquella època, són caracteritzats com a molt simpàtics. Se'ls retrata com a extremadament nets, uns grans hotelers, cridant "cu-cut!" cada hora, i amb cura pels seus cofres-forts, el contingut dels quals és inviolable. Mengen olles de formatge fos, són neutrals i canten a cor.

###### Els belgues
Descrits per Juli Cèsar com els més valents entre els gals, estan dividits en bel·lòvacs, suessions, eburons, atuatuques, nervians, ceutrons, grudis, levacs, pleumoxins i menapiens (en referència a la divisió belga entre flamencs i valons); contínuament fan grans banquets, tot i que ells ho consideren frugal, conreen brassica, fan puntes de coixí i es tracta d'un país totalment pl.

###### Els gots
La seva parla està expressada en lletra gòtica. Estan dividits principalment en visigots i ostrogots (en referència als múltiples pobles que conformaven el Sacre Imperi Romanogermànic. És un poble totalment militaritzat, i el seu objectiu és la conquesta de la Gàl·lia. La seva caricatura va intentar ser, no obstant, simpàtica, car el record de la Segona Guerra Mundial encara restava molt present. Els cascs gots són un híbrid entre el casc prussià i el casc de la Wehrmacht.

###### Els egipcis
Els egipcis són representats com a hereus de la cultura faraònica. La seva llengua està expressada en jeroglífics. El fet que la seva pintura els representi de perfil fa que, fins i tot caminin de perfil.

###### Els bretons
Flegmàtics. Si bé tenen la mateixa llengua que els gals, tenen una manera un xic especial i alambicada de parlar. S'aturen cada dia a les 5 per prendre aigua calenta, així com dos dies a la setmana. La boira cau de pressa i ho cobreix tot, prenen cervesa tèbia i la cuina deixa molt que desitjar. Condueixen els seus carros pel costat esquerre de la calçada, i segueixen amb passió l'esport.

###### Els hispans
Orgullosos i nobles. Ferotges, rudes i bruns. Els preus són més barats que arreu. A totes les seves ciutats els druides celebren processons. L'oli d'oliva és omnipresent a la seva cuina. Els agrada cantar i ballar tota la nit; i els condemnats a les feres són llançats amb un brau salvatge. El seu crit de guerra és "Olé!"

#### Classes socials

##### Classes altes
Les classes socials altes, o benestants, estan representades principalment a través del personatge del cunyat de Karabella, Homéopatix, que apareix entre altres llocs a Els llorers del Cèsar. Representa el gran burgès parisenc-lutecià a la historieta- que llança una mirada condescendent a la resta de la Gàl·lia semblant a la dels parisencs als provincians. Els signes externs de la seva fortuna es veuen a casa seva, copiats d'un model romà, la seva roba (pells i joies) i els plats que serveix a Copdegarròtix,Karabella, Astèrix i Obèlix a Els llorers del Cèsar (peülles de vedella en gelatina, per exemple). Aquests plats brillen pel seu preu, destacat pel caràcter. Des d'aquest punt de vista, a més, podria ser una caricatura dels nous rics (a la Bouvard i Pécuchet).
La febre de la despesa i de la distinció social que s'apodera dels gals a Obèlix i companyia també pot ser una crítica als adveneduts així com als mecanismes de distinció social de les classes socials més riques.

##### Classes mitjanes
La classe mitjana és la representació social més present a la sèrie. Està formada per artesans, comerciants, empleats, pagesos i funcionaris Els funcionaris romans estan representats diverses vegades a la sèrie, i parodien l'administració francesa, com en la història d'Astèrix i el calderó que representa un recaptador d'impostos les bafarades del qual parodien les formes administratives; els agents de duanes són parodiats pels legionaris romans que vigilaven les fronteres i acusaven Astèrix i Obèlix d'importacions fraudulentes. Empreses nacionals com La Poste o el banc Crédit lyonnais (parodiats en Crédit Latin) també es posen en escena

##### Classes populars
Les classes populars poques vegades apareixen a la sèrie. La classe obrera està representada a la història La residència dels déus, per mitjà d' esclaus de totes les nacionalitats que talen arbres al bosc, parodiant el treball forçat en cadena. El líder esclau, Duplicatha, representa el treballador immigrant i líder sindical que negocia les condicions de treball amb els patrons. Evocació també a través de la fenici Nothicansis, que diverses vegades durant la sèrie troba maneres d'explotar els treballadors: així a la història d'Astèrix gladiador, els seus remers són treballadors que no han llegit el contracte que van signar. De la mateixa manera, a la història L'odissea d'Astèrix, es va convertir en organitzador de creuers, i els seus remers es van convertir en clients que anaven a un creuer. Darrera referència de la història L'escut arvern, amb la companyia de rodes present a la ciutat de Nemessos, on les dones treballen per gravar catàlegs de venda, parodiant la divisió i especialització de les tasques, provant amb un ritme de treball

#### Història

##### La imatge de la Gàl·lia i els gals
A la sèrie, la història és invertida pels autors del mapa de la Gàl·lia, present en cada obertura de l'àlbum. Tot es fa perquè el lector pensi en la França moderna, encara que les fronteres no estan representades. Així, el mapa centrat en França evacua fora del marc la part alemanya i suïssa de la Gàl·lia, la Bèlgica esmentada al nord fa una confusió deliberada amb el modern estat de Bèlgica. Al mapa s'esmenta Lutècia, representada com l'igual de París i capital de la Gàl·lia. El text introductori, present al mapa, acompanya el lector en el sentit d'identificació. El text comença amb "Nosaltres" per implicar el lector, després l'ús del present d'indicatiu serveix per trencar la distància històrica. Aleshores, agafa la Història amb mal peu, enderrocant les forces i els romans ara ho tenen difícil. A més, els gals són qualificats d'"irreductibles", per tant una garantia per al lector que mai seran derrotats.
Des de la primera vinyeta de la sèrie, a Astèrix el gal, la història es parodiada amb la capitulació de Vercingetòrix, que no llença les armes als peus de Cèsar, sinó al damunt dels peus de Cèsar, fent-lo saltar del seu seient. El cap gal, amb els seus forts músculs, domina l'escena en comparació amb el petit cap romà amb el cap calb i llançant un fort crit de dolor mentre rep les armes als seus peus. L'escenari històric s'inverteix a favor dels gals l'honor dels quals surt victoriós d'aquesta escena. És també una paròdia extrema dels llibres d'història de la Tercera República, que glorificaven Vercingetòrix sobre Juli Cèsar. A L'escut arvern la història s'inverteix de nou amb una nova Gergòvia per als romans: Copdegarròtix triomfa a la ciutat sobre l'escut de Vercingetòrix, davant un Cèsar que només pot veure el seu fracàs. La venjança gal·la és total i capgira la història anul·lant simbòlicament Alèsia.
Un altre símbol de la història invertida, la Pax Romana. Iniciat segons els autors de la Tercera República després de la derrota gal·la d'Alèsia, per pacificar els territoris conquerits que estaven en lluita perpètua entre clans, apareix a la sèrie com a simple propaganda. En comptes de pacificar, el Juli Cèsar de la sèrie només pensa en fer la guerra al petit poble dels irreductibles, que no obstant això no amenacen el seu poder. A El combat dels caps, és fins i tot el contrari de la pau romana ja que en comptes de pacificar les tribus, no dubta a enfrontar-les unes a les altres empenyent el cap Aplusbégalix a lluitar contra Copdegarròtix per apoderar-se del poble irreductible. Empenyada més enllà en la paròdia, la pau romana esdevé la pau gal·la, la senzilla forma de vida del poble basada en la diversió, l'oci i el bon humor contamina els campaments arrelats dels voltants, que prefereixen viure una existència senzilla tancats al seu campament que no pas rebent bufetades mentre portaven a terme la seva missió com a soldats suposadament difondre la cultura romana. L'exemple més il·lustrador el trobem a Obèlix i companyia, que mostra els campaments romans dominats completament per la cultura del petit poble, on els legionaris s'ocupaven de les tasques domèstiques, de la jardineria o de les aficions més que de fer el seu deure de soldat. A més, és ridiculitzat per les derrotes que pateixen contínuament les legions de Roma contra els gals, que es llancen a la lluita en un desordre general. Els campaments romans o "campament de Cèsar", il·lustrats per nombroses localitats, es prenen literalment per la sèrie, mentre que per a l'arqueologia moderna només són restes d'assentaments romans, l'edat del ferro (per tant, la gal·la), o fins i tot l'època medieval, en la majoria dels casos. D'altra banda, sobre les restes dels pocs campaments romans de l'Alt Imperi, mai trobats a França, no se n'ha descobert cap al nord-oest de la Gàl·lia, on se suposa que es durà a terme l'acció.

### Astèrix i la política

#### Astèrix al tauler d'escacs dels partits
Des del començament dels anys 60 i de l'èxit de la sèrie, els seus dos autors sempre han rebutjat qualsevol recuperació política de dreta o d'esquerra. Per exemple, Uderzo es va oposar a un cartell del RPR el 1998; "Astèrix no s'ha d'implicar en això", va declarar i finalment el cartell va ser modificat. L'únic obstacle a aquesta norma per no tractar-se de política va ser confirmar la neutralitat del « petit gals » en el primer àlbum de l' època Uderzo, La gran rasa, que caricaturitza els enfrontaments partidistes mostrant un poble gal tallat en dos amb dos cabdills, elegits, un, per la part dreta, i l'altre, per l'esquerra, que reclamen cadascun el ple govern del poble. Tractant la dreta i l'esquerra del poble en condicions d'igualtat, aquest àlbum no permet atribuir un avantatge polític a la sèrie, ja que, en definitiva, Comix, fill d'un dels dos caps, es casa amb Fanzine, la filla de l'altre cap, unificant així el poble.
Malgrat això, alguns mitjans i autors intenten analitzar la sèrie des d'un vessant polític, fins i tot definir-ne l'orientació. Així, per a Le Figaro, el druida Panoràmix seria de dretes perquè, segons aquest diari, s'ocupa de funcions que generalment són les prioritats d'un home de dreta, com ara la defensa i la salut. Encara segons aquest diari, el bard Assurançatotrix, home de cultura i mestre en el seu temps lliure, seria d'esquerra Per contra, per Libération, Astèrix i els habitants del poble gal quedarien a l'esquerra, com a "oprimits" lluitant contra "invasors", amb alguns matisos, com el chauvinisme, que fa que un d'ells digui: “A mi, els estrangers no em molesten mentre es queden a casa”, (Edatdepèdrix a El regal del Cèsar).
Segons Nicolas Rouvière (autor d'Astérix ou la parodie des identités i Astérix ou les lumières de la civilisation), els autors sempre han tingut cura de no fer sàtira partidista, i de cobrir les pistes sobre l'àmbit polític de la sèrie, encara que, segons ell, continua sent el portador de certs valors polítics (ideal universalista per exemple), a través de la sàtira social que ofereix.Mentre que els autors del llibre Tintin est-il de gauche ? Astérix est-il de droite ? conclouen com Alain Duhamel (autor del llibre Le complexe d'Astérix) que el “petit gal” i els seus amics són inclassificables.

#### Astèrix romanista?
Els historiadors estan dividits, sobretot durant la III República, sobre la interpretació que cal donar de la derrota gal·la contra les legions romanes. Alguns com Camille Jullian creuen que va destruir una civilització gal·la viable mentre que d'altres com Ernest Lavisse pensen que la derrota era inevitable per portar la Gàl·lia a la modernitat mitjançant la creació d'una civilització gal·loromana. Els autors de la sèrie sembla que opinen aquest últim en fer jugar Astèrix i al poble de l'irreductible el paper de resistent per l'honor i no d'alliberador de la Gàl·lia. L'objectiu dels irreductibles gals és enfurismar Cèsar impedint que sigui amo de tot el territori de la Gàl·lia, així com impedint que s'apropi dels símbols de la independència i la resistència gal·les. Els irreductibles gals saben que seran arrossegats per la Història al mateix temps que la cultura gal·la amb relació a la modernitat que representa la República Romana, i mai pretenen impedir aquest procés. El druida Panoràmix és el primer a ser conscient d'això i de la història La residència dels déus li diu a Astèrix que mai podran aturar el curs de les coses, però que encara tenen temps.
Entre el poble de les Gals irreductibles i la República romana, les relacions són de vegades ambigües. Si no dubten a vèncer els legionaris romans i impedir qualsevol annexió del seu poble, frustran repetidament els complots dels centurions romans per enderrocar a Juli Cèsar, com en els àlbums  Astèrix el gal o L'endeví. Lluiten a més contra els funcionaris corruptes o mafiosos de la República: així a la història La falç d'or, fan caure el prefecte romà de Lutècia, líder d'una xarxa de traficants de falçs d'or. A l'àlbum Astèrix a Helvècia, lluiten contra l'administració corrupta de Genava i Condate i fins i tot salven el qüestor romà, enverinat per un governador de Condate mentre intentava recaptar els impostos de la província malversats per aquest mateix governador. A l'àlbum Astèrix als Jocs Olímpics, fins i tot ofereix la seva palma olímpica a un atleta romà, la qual cosa salva l'honor de la República als ulls de Juli Cèsar. Ell i Obélix també s'han inscrit als Jocs. Tanmateix, només hi poden participar grecs i romans, així que (a l'inici de l'aventura), Astèrix declara que ell mateix i els habitants del seu poble són romans "des de la conquesta de la Gàl·lia per Juli". De fet, per als acèrrims gals, la veritable amenaça són els bàrbars representats pels gots i els normands. Lluiten contra qualsevol intrusió a la Gàl·lia i, en conseqüència, a la República Romana, on els legionaris romans són completament incompetents. Amb aquest mateix fet reforcen el poder romà.

## Personatges

### Personatges principals
A part d'Astèrix i Obèlix, el tàndem en què es basa tota la sèrie, els personatges principals són els que tenen un paper important en almenys una aventura (el cap Copdegarròtix a L'escut arvern i Astèrix a Bèlgica, el bard Assegurançatòrix a Astèrix gladiador), però també els que apareixen habitualment de manera destacada als àlbums, com el druida Panoràmix, el gos Ideafix o Juli Cèsar. Ordralfabétix el peixater del poble, Esautomàtix el ferrer, o Edatdepèdrix el vell del poble també tenen la seva part de fama. Pel que fa a les dones, destacarem Ielosubmarine, dona del peixater, Karabella, la dona del cabdill Copdegarròtix, la bella Falbalà, que farà boig d'amor l'ingenu Obélix, o fins i tot la dona d'Edatdepèdrix, una dona molt bella i presència recurrent als àlbums, però de la que encara no es coneix el nom. Altres personatges secundaris, però, han marcat els records, com Noiquinòorax (Astèrix a Bretanya) o Ocatarinetabellatchitchix (Astèrix a Còrsega). A l'àlbum El regal del Cèsar, la jove Coriza, coneguda com Zaza, adopta els trets d'Isabelle Uderzo, filla del dibuixant de la sèrie.

#### Astèrix

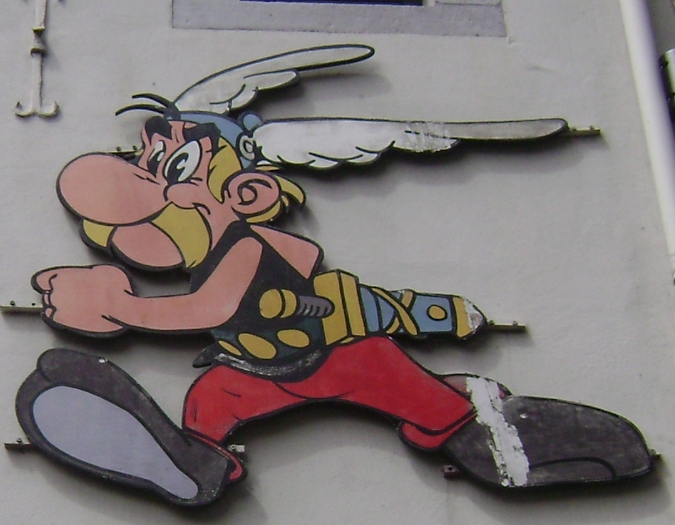
Astèrix, representat en un mur de Saint-Trond a Bèlgica

Astèrix és un guerrer gal i l'heroi de la sèrie. Durant les seves diverses aventures, Astèrix està gairebé sempre acompanyat pel seu millor amic Obèlix i el seu gos Ideafix. Apareix des de la primera pàgina de la primera aventura, on ja porta el seu característic vestit consistent en un gipó negre, uns pantalons vermells, una espasa portada al costat i un casc embellit amb dues plomes que segons les seves orientacions revelen el seu estat d'ànim. Petit i prim, insignificant, Astèrix està físicament lluny dels estereotips dels herois dels còmics de l'època. Al principi, Albert Uderzo volia dibuixar-lo alt i fort, però el guionista René Goscinny volia absolutament un antiheroi que tingués "un físic divertit " Els autors volien que fos malhumorat, més espavilat que intel·ligent i enginyós per tal quedar-se amb la caricatura del francès mitjà El seu nom comença amb la lletra "A" per tal, segons els autors, de ser referenciat al començament de les futures enciclopèdies de còmics. Prové d'un signe tipogràfic, l'asterisc. S'afegeix un pseudosufix -ix en referència al líder gal Vercingetòrix.
Astèrix va néixer l'any 85 aC, el mateix dia que el seu millor amic Obèlix. Aquesta revelació és tardana i contradictòria. Va ser, de fet, l'any 2001 amb l'àlbum Astèrix i Latraviata que es va celebrar l'aniversari comú dels dos amics; mentre que anteriorment a l'àlbum Obèlix i companyia, l'any 1976, només es celebrava l'aniversari d'Obélix. El pare d'Astèrix es diu Astronòmix i la seva mare Praline. Tots dos regeixen una botiga de souvenirs a Condate amb els pares d'Obélix (també apareixen tard, al àlbum Astèrix i Latraviata).Astèrix té un cosí germà a la Bretanya, Noiquintòrax i s'accepta generalment com a solter i sense fills. Tanmateix, a l'àlbum 34 L'aniversari el mostra saludant el seu fill i la seva nora. És cert que aquest relat breu es presenta com una visió d'Uderzo finalment reduït a un somni.

#### Obèlix

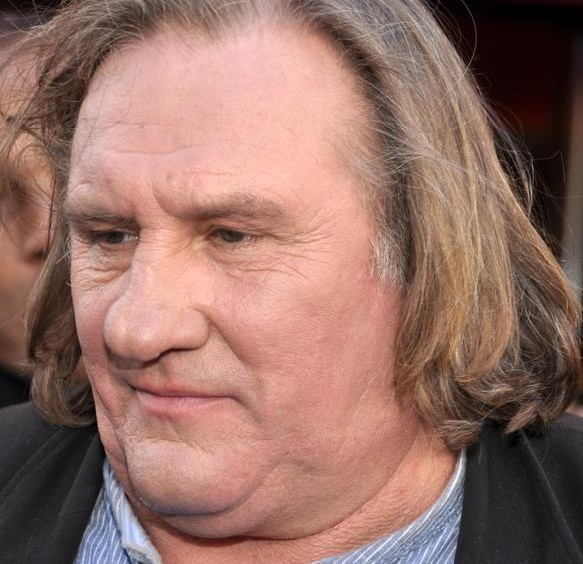
Gérard Depardieu encarna el personatge d'Obélix a les pel·lícules adaptades de la sèrie.

Obèlix, el lliurador de menhirs, és el millor amic d'Astèrix, a qui sempre acompanya en les seves aventures. Té un gos anomenat Idèfix. Obèlix va caure a l'olla de la poció màgica quan era petit, per la qual cosa els seus efectes són permanents en ell L'origen del seu nom continua sent un misteri, però podem suposar que prové, com el d'Astèrix, d'un signe tipogràfic, l'obel o més o menys de l'obelisc egipci.
La presència d'Obélix a la sèrie va ser un desig d'Albert Uderzo: mentre que René Goscinny volia que el personatge principal, Astèrix, tingués una mida petita, Uderzo insistí a afegir-hi una parella amb un físic extraordinari, que corresponia més a les seves preferències de dibuix Apareix per primera vegada a la primera pàgina de la primera aventura, en què porta una destral al cinturó, un instrument que desapareix a la pàgina següent. D'altra banda, el seu vestit segueix sent el mateix al llarg de la sèrie: braies amb ratlles verticals blanques i blaves i tors nu En aquesta primera història, la seva presència és només anecdòtica, però guanya importància a partir del segon àlbum, La falç d'or, fins al punt de ser considerat el coheroi de la sèrie.
Dotat d'una gana que mai es sacia, Obelix aprecia la caça del senglar i les festes abundants i interminables. "El malson dels romans", també és susceptible i la seva ira s'enflama quan se l'anomena "gros". Dedica un amor decebut i secret a la bella Falbalà.
Obèlix va néixer l'any 85 aC, el mateix dia que el seu millor amic Astèrix. El seu pare es diu Obélodalix i la seva mare Gelatina. Tots dos tenen una botiga de records a Condate amb els pares de l' Astèrix. Té un cosí germà a Lutècia, Amèrix, que fabrica falçs d' or. Sembla que no té fills, però Goscinny i Uderzo han imaginat tanmateix un descendent per a ell, anomenat Obélisc'h, que viu al segle xx

#### Idèfix

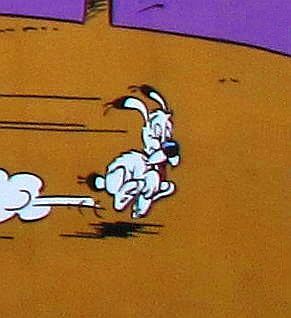
Idèfix

Idèfix és el gos d'Obelix. Fa la seva primera aparició a la novena làmina de La volta a la Gàl·lia, publicat inicialment a la col·lecció Pilote nº179 el 28 de març de 1963., en la qual segueix Astèrix i Obèlix al llarg del seu viatge per la Gàl·lia, sense que hi facin cas, fins que a l'última vinyeta Obèlix el nota i li dona un os. Es llançà un concurs a la revista Pilote per trobar-li un nom: Idèfix va ser l'escollit pels lectors, preferit a Patracourcix, Trépetix i Paindépix
Idèfix (o Ideàfix, segons la traducció) és un petit gos blanc la raça del qual és indeterminada. De peus en les seves primeres aparicions, agafa alçada i perfecciona els àlbums. Acompanya els dos herois de la sèrie en totes les seves aventures, a excepció de quatre àlbums, Astèrix a Bretanya, Astèrix legionari, Astèrix a Helvècia i Els llorers del Cèsar, en què es queda al poble.
Idèfix no parla: s'expressa amb lladrucs i els seus pensaments són quasi exclusivament pictòrics. D'altra banda està dotat de sentiments, no suportant que un faci mal als arbres. Forma una relació especial amb Obèlix, que sovint el porta al palmell de la mà. El 1974, esdevé l'emblema dels estudis d'animació que porten el seu nom. A continuació, els autors pastixen el logotip de la Metro-Goldwyn-Mayer, posant l'Idèfix en lloc del lleó, superant el lema “Delirant isti Romani ! »
El 2021 es va estrenar la sèrie Ideafix i els irreductibles en dibuixos animats i còmics, explica les aventures d'Ideafix a Lutècia, 2 anys abans de la seva trobada amb Astèrix i Obèlix.

#### Panoràmix
Panoràmix és el druida del poble. Figura d'un vell savi, d'ell depèn la supervivència del poble perquè és l'únic que posseeix el secret de la poció màgica, que només es transmet "de la boca d'un druida a l'orella d'un druida", si bé també sap elaborar altres pocions de diverses menes. Apareix del primer àlbum, Astèrix el gal, a la tercera pàgina, publicat el 12 de novembre de 1959. Barbut, alt i una mica orgullós, acompanya a Astèrix i Obelix en algunes aventures. A vegades els romans l'han mirat de raptar o d'eliminar per causa de la seva poció màgica, encara que a la fi les maquinacions d'aquests contra el druida acaben fallant. Com tots els habitants del poble, Panoràmix té el seu propi vestit, format per una túnica blanca i una capa vermella. Fàcil de reconèixer per la seva llarga barba blanca, porta sempre una falç daurada que li permet recollir el vesc, l'ingredient essencial de la poció màgica. El seu nom prové de "Panoràmic", un paisatge extens.

#### Copdegarròtix
És el líder del "poble dels ximples" i es mou quasi exclusivament sobre un escut portat per dos guerrers, del qual cau tot sovint Apareix per primera vegada a la sisena placa de la primera història de la sèrie. En algun àlbum és anomenat Abraracúrcix, nom derivat del seu nom original. Aquest apelatiu prové de l'expressió "caure sobre algú amb els braços escurçats" que vol dir atacar violentament doblegant els braços. Tot i que és el líder i un antic guerrer que va participar notablement a la batalla d'Alèsia, no sembla estar a l'alçada del seu paper i la majoria de les decisions importants les prenen Astèrix o Panoramix No obstant això, té certes habilitats com a dirigent, mantenint-se perfectament al corrent de la situació política exterior: coneix els últims esdeveniments del conflicte que oposa, a l'àlbum Astèrix legionari, César als partidaris de Pompeu a Àfrica.
Panxut, amant del bon menjar, salut sòlida si no té un gran atac de fetge. L'únic que tem és que el cel li caigui al damunt. Està casat amb Karabella. Aquesta última té ascendent sobre ell amb regularitat, sobretot a la barraca. Copdegarròtix és fill de l'antic cap del poble, la qual cosa suposaria que la transmissió del títol de cap és hereditària, però el fet de no tenir fills no sembla suposar un problema de successió als habitants. el poble. També té un germà, Oceanix, i un nebot, Gudurix, que viuen a Lutècia, igual que el seu cunyat Homéopatix, a qui odia pel seu aspecte nou ric de Lutècia. L'esposa d'aquest últim es diu Galantina.

#### Assegurançatòrix
Assegurançatòrix, (també anomenat Asseguratòrix o Assegurançatotrix) és el bard del poble. La seva veu insuportable li va fer guanyar nocauts habituals, sobretot per Estautomàtix, el ferrer del poble. Aquest últim també li impedeix cantar cançons d'ànim quan Astèrix i Obèlix marxen a l'aventura. Capaç amb el seu cant d'espantar els animals del bosc, els normands o els lleons del circ, fins i tot de provocar pluges torrencials o de girar la llet, és deixat de banda, lligat i amordaçat durant els banquets que tanquen cadascun dels aventures. Tanmateix, ell es considera un geni artístic incomprès, però no és rebutjat pels altres habitants del poble, que saben reconèixer-li certes qualitats: “canta tan malament com és un bon amic” diu d'ell el cap Copdegarròtix a l'àlbum Astèrix gladiador, al qual el druida Panoramix afegeix “és un excel·lent camarada! Els habitants del poble fins i tot l'utilitzaran per espantar els normands a Astèrix i els normands i els llogaters romans a La residència dels déus o per salvar una ciutat de la sequera (Astèrix a l'Índia), fent ploure amb el seu cant.
Viu a la part alta d'un arbre, també fa el paper de vigilant, avisant regularment el poble en cas d'atac dels romans. A El papir del Cèsar posseeix un instrument, el bramufon, que permet, mitjançant una reacció en cadena, avisar Astèrix, Obèlix i Panoramix quan el poble està en perill.
Apareix per primera vegada a la col·lecció Pilote nº6 publicat el 3 de desembre de 1959.

#### Juli Cèsar
Presentat a l'àlbum Astèrix gladiador com un Dictador, el personatge de Juli Cèsar a la tira còmica és una representació de la figura històrica homònima, antic cònsol romà, conqueridor de la Gàl·lia Apareix a la primera pàgina de la primera història Tanmateix, i contràriament al que afirma la sèrie (i a la creença popular), Cèsar mai va tenir el títol d'emperador.
La presència del poble dels bojos, "que encara i sempre resisteix a l'invasor", l'irrita fins al punt més alt. Maltractat per aquest, la figura del personatge històric és tanmateix respectada, ja que mai no és físicament afectat pels cops, ni amenaçat en la seva funció pels irreductibles gals Repetidament intenta, sense èxit, de conquerir el poble de l'Astèrix i d'aconseguir el secret de la poció màgica. També, veient que potser no pot arribar a més, mira de trencar l'amistat i la unió de la gent del poble d'Astèrix i reïx a fer-los desavenir-se.El personatge de Juli Cèsar és sovint mofat pels autors: la seva manera de parlar d'ell mateix en tercera persona i les seves famoses cites llatines són sovint desviades i parodiades. La seva evolució a la sèrie mostra la seva preocupació per voler ocupar un gran lloc a la història en ser jutjat com un home digne, mentre que sovint perd els nervis en situacions en què no ho fa. La seva talla com a personatge històric és, però, sempre restaurada destacant la seva clemència
La sèrie d' Astèrix representa un personatge que regna sobre una república decadent: els seus assessors corruptes només pensen en menjar i beure, cosa que els porta a ser retratats com a personatges pesats i adormits. Cèsar també és intimidat per Cleòpatra, la "reina de les reines", amb qui té un fill anomenat Cesarió. També té un fill adoptiu, Brutus Aquest apareix, el més sovint, breument, en quatre dels àlbums de la sèrie.
La representació física del personatge és fidel a les efígies antigues i gravats a les monedes. De la mateixa manera, el dissenyador s'ajusta a la descripció que fa l'escriptor llatí Suetoni: de pit ample, esvelt de talla, d'ulls brillants, Cèsar porta al cap la corona de llorer de l'Imperator  No obstant això, el seu físic canvia considerablement dins del mateix àlbum d'Astèrix el gal, entre la seva primera aparició a la vinyeta 1 i el seu retorn al final de la història: el nas llarg i recte apuntant al mig d'una cara rodona deixa el lloc en un immòbil morro llarg però trencat en una cara tallada amb un ham

### Personatges secundaris

#### El "poble dels bojos"
Els membres importants del poble estan representats per un organisme comercial. Esautomàtix és el ferrer, primer apareix a la placa onze de la primera història, però després té un físic totalment diferent. La seva forma gràfica definitiva apareix a Astèrix i els normands després d'una gran transformació física (on apareixia amb un físic diferent a cada àlbum) Té la particularitat de ser un brutal crític musical i gastronòmic que pega cada cop a Assegurançatòrix per impedir que canti o Ordralfabètix quan jutja l'olor del peix no prou fresc Aquest últim és el peixater del poble, apareix per primera vegada a la primera placa del conte d'Astèrix a Hispània Està creat pels autors per tal de donar una bona raó als gals per lluitar, el peix sembla que és la millor solució. Com a conseqüència, la qualitat del seu peix, que importa de Lutècia (mentre el poble és vora el mar), és motiu de molts conflictes al poble. El seu nom prové de "ordre alfabètic"
El poble també compta amb dones, començant per Karabella (també anomenada Bonamina i Carafina), la muller del cap que apareix per primera vegada a L'escut arvern. Es considera “la primera dama del poble” i no dubta a abusar-ne amb les altres senyores del poble, també és molt directiva amb el seu marit, Copdegarròtix Edatdepèdrix (o Xarúquix, segons la traducció), el degà del poble, està casat amb una jove bella i esvelta que es coneix com "la senyora Edatdepètrix". Finalment, Iélosubmarine és peixatera i muller d'Ordralfabétix. El seu nom és una referència a la cançó dels Beatles Yellow Submarine. .

#### Altres gals
Falbalà és una gal·la que estudia a Condate, filla de Plantaquatix, un vilatà Apareix per primera vegada a la primera pàgina d'Astèrix legionari. Molt bonica, fa caure sota el seu encanteri a l'Obélix, que s'enamora bojament. Més tard és Astèrix qui sucumbeix a un petó. Està compromesa amb Tragicòmix , un jove que també apareix per primera vegada a la història d'Astèrix legionari. Va dirigir un negoci de lloguer de carros i cavalls a Condate, però també va ser reclutat per la força a les legions romanes. A l'àlbum Astèrix i Latraviata fou suplantada per una actriu (Latraviata), que treballava com a agent a favor dels romans. 
Amèrix és el cosí d'Obelix i apareix a La falç d'or. Fabrica falçs a Lutècia, però és segrestat per Avoranfix. Aquest últim gestiona una xarxa de tràfic de falçs que ven a un preu d'or amb el seu secuaz, Lèntix.
A la història La volta a la Gàl·lia, apareixen diversos gals per ajudar a Astèrix i Obelix, Beaufix de Lugdúnum, Canàrix capità d'un vaixell a Burdígala, Labeldecadix sobrenomenat "Cèsar", hostaler a Massilia
Gudurix és el nebot d'en Copdegarròtix, que apareix en concret a Astèrix i els normands, molt poruc, és segrestat pels normands per fer-lo volar llançant-lo des de dalt d'un penya-segat, ja que, segons sembla, "el la por dona ales”, i que no són conscients de la por, aquests últims volen penetrar-ne el secret. És una caricatura del jove ié-iés de moda dels anys 60
Pneumàtix és el carter del poble. Apareix ocasionalment, sobretot al començament de la història, on les notícies que porta són el punt de partida d'aventures.
Uns quants gals rars també assumeixen el paper d'antagonistes. La majoria de les vegades, no són fonamentalment dolents, sinó que són atrets per la riquesa o la glòria, fet que els porta a aliar-se amb els romans. Però sovint s'acaben lamentant. A La volta a la Gàl·lia, Quatrédeusix de Divodurum i Odalix d'Aginum intentarà trair els seus compatriotes intentant vendre Astérix i Obélix als romans. A La falç d'or, Avoranfix i Lentix trafiquen amb falçs per al governador romà. Els bandolers també es creuen amb Astèrix i Obèlix (principalment en les primeres aventures). A El combat dels caps, Aplusbégalix, cap del poble de Serum, intenta esdevenir gallo-romà. D'altra banda, és la cobdícia del cabdill Moralélastix a Astèrix i el calderó el que l'empeny a tractar amb els romans. El fals endeví Pròlix, a L'endeví, intenta enriquir-se a esquena dels vilatans ingenus. Només Acidenitrix a La gran rasa sembla desviar-se d'aquesta regla.

Magistra. Dona bard (o bardessa) que visita el poblat (a l'àlbum Astèrix la rosa i l'espasa). Porta durant un cert temps el desordre al poble per les seves idees feministes i reivindicatives. Després, es reconcilia amb la gent del poblat i se'n torna a Lutècia.

Vercingètorix. Capitost gal, personatge també basat en la realitat. En les històries d'Astèrix ja s'ha rendit al Cèsar, cosa que fa que tota la Gàl·lia (excepte el poblat de l'Astèrix) sigui sota la dominació romana. No apareix en l'acció, però se l'esmenta com a fet passat; apareix dibuixat a 4 històries, cada vegada més submís i derrotat: a les dues primeres vinyetes d'"Astèrix el gal", llançant les armes als peus de Cèsar (paròdia d'una famosa pintura neoclàssica francesa), al començ de L'escut arvern, on es representa la seva rendició davant Cèsar, encara altiu, i finalment, a "La Residència dels Déus", totalment derrotat i als peus de Cèsar; i de nou altiu a La filla de Vercigentòrix. Apareix per primera vegada a la col·lecció Pilote nº1.
Els gals que apareixen als àlbums tenen la característica de ser ros o vermells, excepte els més grans (per exemple Agecanonix, Panoramix) que tenen els cabells blancs. En canvi, els personatges del sud-est de la Gàl·lia (de Massilia, Còrsega o Arvernes) són quasi tots marrons. Els gals també es reconeixen per la terminació del seu nom en -ix per als homes. Ells (els celtes en general amb els belgues, bretons o helvets) també tenen bigoti o barba. Els corsos, en canvi, tenen essencialment una cara sense pèl, com els romans, la qual cosa fa pensar que tenen així una especificitat pròpia (històricament i ètnicament els corsos no són celtes sinó que s'acosten als pobles itàlics).

#### Els romans
El primer romà que va tenir un paper significatiu en les aventures d'Astèrix és Caius Bonus, a la primera història de la sèrie. És el centurió del camp de Petibonum. Somia ocupar el lloc de Cèsar ; per fer realitat la seva ambició ha eliminat Panoràmix per agafar la poció màgica. Acompanyat del seu ajudant de camp, Marcus Sacapus, envia el legionari Calígula Minus a espiar al poble d'Astèrix disfressat de gal
 Graccus Fetunnus és el prefecte de Lutècia a la història La falç d'or, però també el líder del tràfic de falçs que hi ha a la ciutat.

Calígula Pintenbastus és el prefecte de la Gàl·lia a Astèrix gladiador. La seva idea és recuperar una Gàl·lia irreductible com a regal a Juli Cèsar. Confia aquesta missió a Gracchus Pambolius, aleshores centurió de Petibonum. Al principi, perplex, decideix dur a terme la seva tasca fent capturar el bard Assegurançatòrix. Aquest personatge també és present al àlbum La volta a la Gàl·lia. Caius Obtus és un organitzador dels jocs del circ, poc apreciat per Juli Cèsar. El seu company, Trencarotulus, és un entrenador de gladiadors. Responsable de la formació d'Astèrix i Obèlix, dimiteix ràpidament.
 Entre els personatges de l'episodi La volta a la Gàl·lia apareixen diversos romans responsables d'aturar Astèrix i Obèlix arran de l'aposta feta amb Lucius Flordelotus, l'enviat especial de Juli Cèsar: Encorutilfaluquejelesus el prefecte de Lugdúnum, el legionari Quintili de Camarucum, Plexus i Radius, dos bandolers que roben Astèrix i Obèlix i que són capturats per error per una patrulla romana en, el prefecte Telefonus de Tolosa
.A l'àlbum Astèrix i Cleopatra, Juli Cèsar confia la missió de destruir el palau d'Alexandria al General Corus.
Marc Juni Brutus és un personatge històric que sovint es representa a la sèrie. A les primeres històries se'l representa com una mica badoc, esborrat per Juli Cèsar. Després, els autors l'utilitzen per fer l'ullet a la gran història. A la seqüela, el personatge evoluciona. Així, a El fill d'Astèrix, esdevé un «pervertit sense escrúpols».
En molts dels àlbums de la sèrie, els alts rangs romans són corruptes i busquen enderrocar a Cèsar.

### Altres

#### Els pirates
Els pirates són una banda de filibusters, que viatgen pels mars per robar vaixells. Està format pel líder Barba Roja, el guaita negre Baba, que no pronuncia la « r », i Triple-Patte el paper del qual és pronunciar citacions llatines abans i després de l'enfonsament; també té una pota de fusta. Apareixen altres membres de la tripulació dels quals es desconeix el nom; el fill de Barba-Roja anomenat Erix fa una incursió a la història La volta a la Gàl·lia abans de desaparèixer completament, deixat com a fiança pel seu pare per comprar un vaixell nou. Es tracta d'una paròdia de la sèrie Barbe-Rouge de Jean-Michel Charlier i Victor Hubinon que va aparèixer al mateix temps a Pilote. Aquest és un acudit recurrent de la sèrie, ja que pràcticament en totes les grans històries el vaixell és enfonsat pels gals. Apareixen per primera vegada a la placa onze d'Astèrix gladiador".

#### Els gots
Els gots apareixen a Astèrix i els gots. El líder dels visigots, Telefèric, vol apoderar-se de la poció màgica per conquerir els territoris dels ostrogots, després la Gàl·lia i la República Romana. La seva segona preocupació és oferir entreteniment a la seva gent. Es comunica amb els gals a través del traductor Clorhídric, un home covard i enganyós que li menteix fent-li creure que Panoràmix li lliurarà el secret de la poció màgica molt aviat. Aleshores es convertirà en el líder suprem dels gots durant les "guerres asterixianes", que és una estratègia d'Astèrix per donar poció màgica als gots perquè lluitin entre ells i oblidin el seu pla d'envair la Gàl·lia. Destacaràn Casseurdebric, Elèctric, Líric, Passamelcric i Satíric. Coudetric és el líder gòtic que captura a Panoràmix al concurs anual de druides.
Els gots també apareixen a Astèrix legionari en la persona de dos candidats a l'allistament a la legió romana de Condate, Quimèric i Figuralegòric. Però aquest últim, massa prim, és rebutjat i només l'altre participa de la resta de l'aventura.

#### Els fenicis
El fenici més emblemàtic de la sèrie és el comerciant Nothicansis. Apareix per primera vegada a Astèrix gladiador on embarca Astèrix i Obèlix al seu vaixell cap a Roma. Té una concepció estranya de l'empresa ja que explota els seus associats, que s'encarreguen del rem, perquè llegeixen malament el contracte de societat abans de signar-lo. També apareix a l'àlbum L'odissea d'Astèrix on condueix els herois a Mesopotàmia; aquesta vegada, els remers són els participants d'un club de creuers de vacances, que hom sospita que també van ser enganyats.Finalment, apareix a La filla de Vercigentòrix, quan Astèrix i Obèlix busquen el vaixell que s'ha emportat Adrenalina.

#### Els egipcis
Els egipcis apareixen principalment a la història d'Astèrix i Cleopatra, la reina Cleòpatra VII és una figura històrica, els autors caricaturaran el seu personatge, per la qual cosa està fortament enfadada, burlona, excèntrica, però també justa i agraïda, el seu nas és font de mordassitat i bones paraules inspirades en la frase de Blai Pascal. En els còmics d'Astèrix, Cleòpatra és dibuixada amb un físic preciós, quan, de fet, pel que sembla deduir-se dels textos històrics i de les imatges gràfiques conservades d'ella, Cleòpatra era una dona d'un físic (i d'una estètica) bastant normal. Ella destacava, això sí, per la seva notable intel·ligència i el seu gran talent com a capdavantera i dona autoritària. Ella reapareix a El fill d'Astèrix. En alguns àlbums, com L'endeví, no apareix però se l'esmenta. enutjada per uns comentaris indiferents i "menfots" de Juli Cèsar, llança la bravata que pot construir un gran palau a Egipte "per a demostrar la grandesa del meu poble"., confia la construcció d'un palau a l'arquitecte Numeròbis que demanarà ajut al seu amic Panoràmix per triomfar a temps. El seu escriba es diu Mismisteris. El seu rival Filfis farà tot el possible per evitar-lo amb el seu còmplice Tornavis. Cèsar té un espia egipci anomenat Ginfis que li informarà regularment.

#### Els bretons
Els bretons apareixen a Astèrix a Bretanya. El personatge principal és Noiquintòrax, cosí germà d'Astèrix que va a la Gàl·lia per demanar ajuda als irreductibles gals Els altres personatges del seu poble són el caledoni Mac Anoteràpix, l'hibernià O'Torinolaringològix  i el cap Zebigbos

Cassivelaune és un personatge històric, líder bretó durant la invasió de Roma. Ipipurax és un jugador de rugbi del Camulodunum tractat amb poció màgica durant el partit Relax és un hostaler que amaga el trio desitjat pels romans, el seu cosí és Surtax

#### Els normands
Els normands són presents a la història Astèrix i els normands, i són els avantpassats pictòrics dels víkings. El cap és Olaf Grossebaf, ell desitja envair la Gàl·lia per conèixer la por que segons ell dona ales Mataf és el mirador del vaixell normand Dactilògraf i Estenògraf són els encarregats de llançar Gudurix des del cim del penya-segat per fer-lo volar

#### Préstecs d'altres obres
A Astèrix a Bèlgica trobem breument els Dupond i Dupont, manllevats de Les aventures de Tintín.

## Publicacions

### Història de les publicacions d'Astèrix

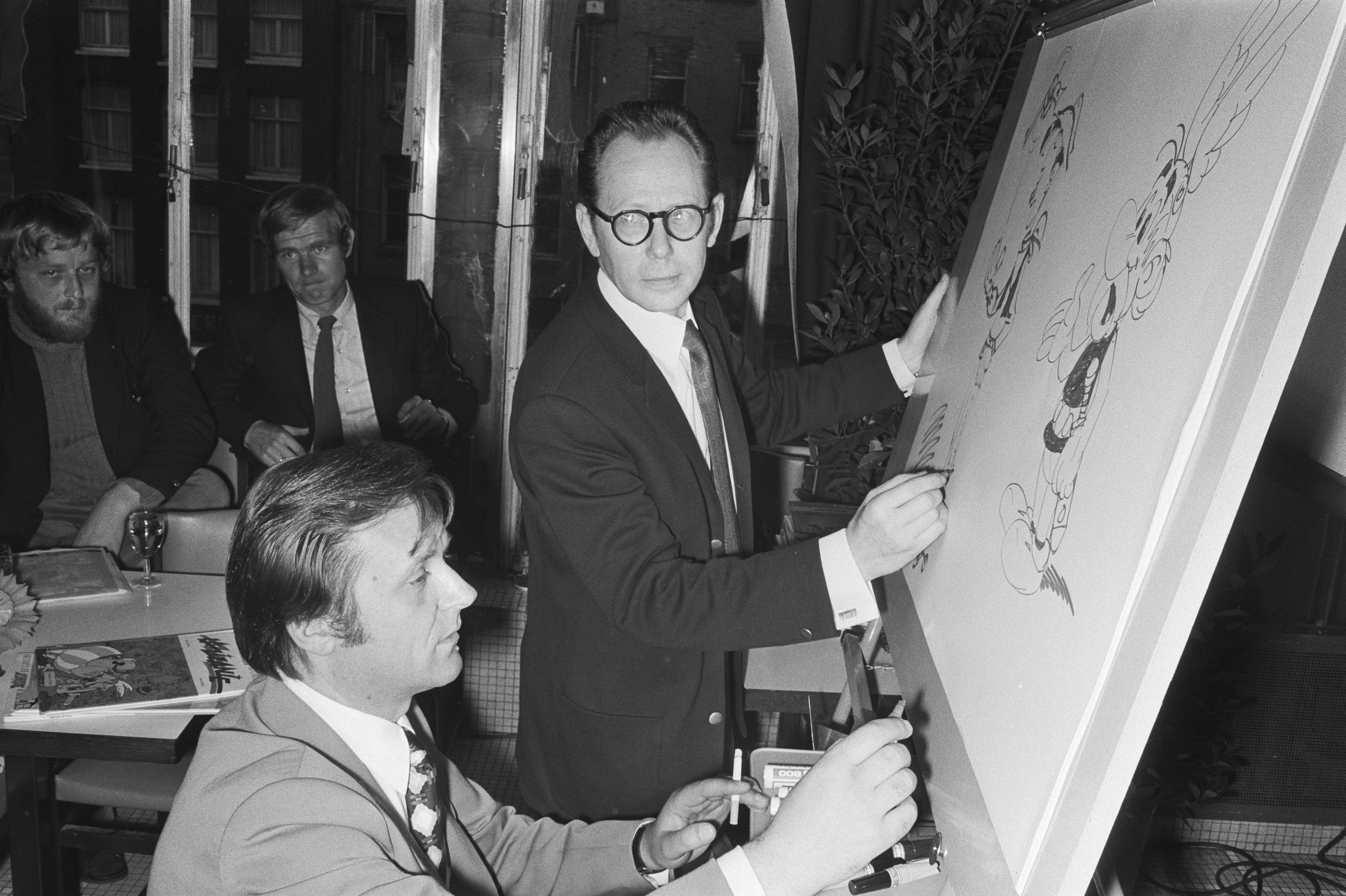
Albert Uderzo dibuixant Astèrix.

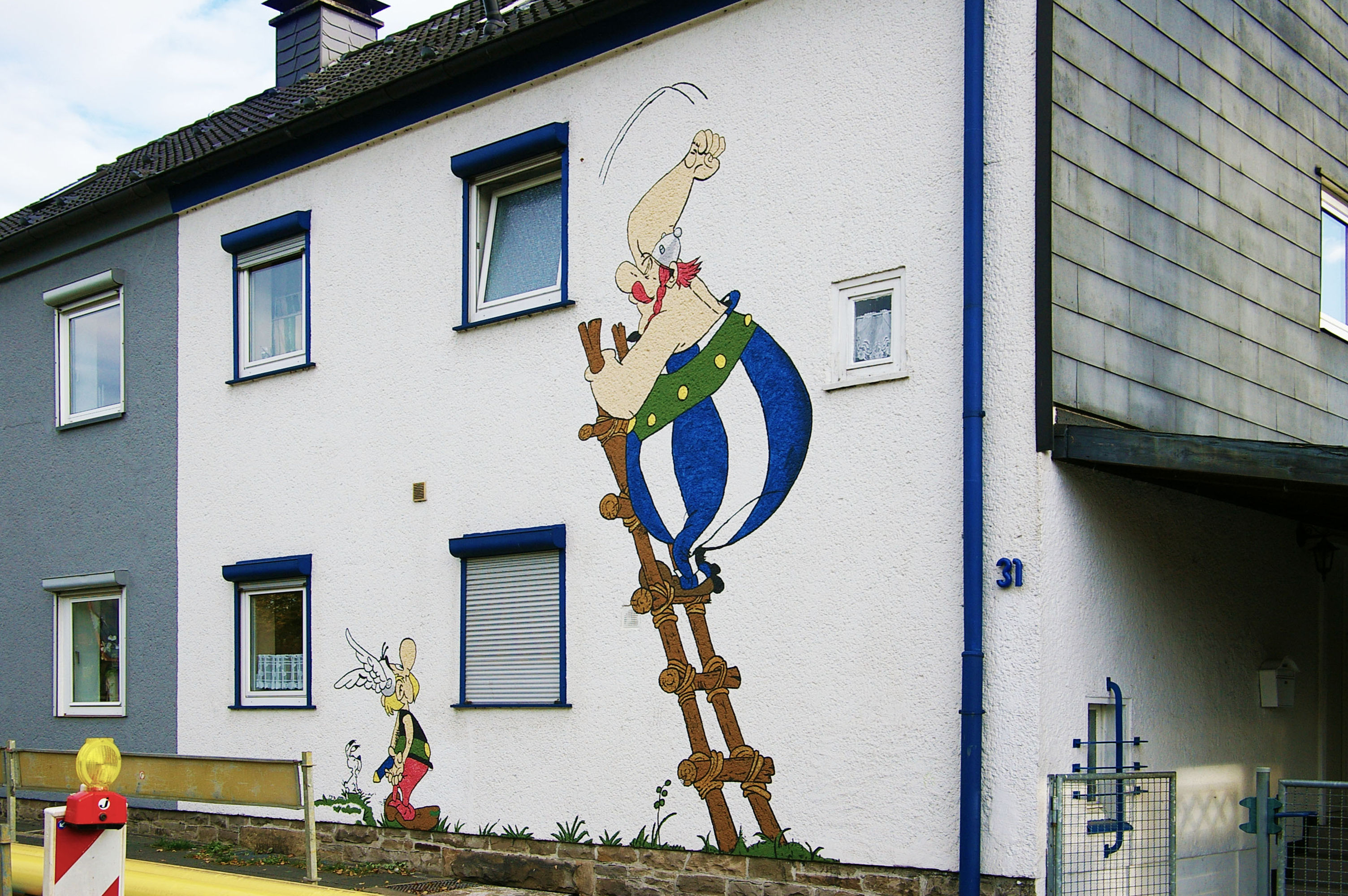
Representació d'Astèrix el gal en un edifici de Westfàlia.

La sèrie va néixer al mateix temps que la revista Pilote des que va fer la seva primera aparició al primer número del diari 29 d'octubre de 1959 amb Astèrix el Gal. La sèrie apareix al diari a raó d'una a dues pàgines per setmana fins al número 38 del 14 de juliol de 1960. L'any següent aquesta història es va publicar com a àlbum, el primer de la sèrie. La sèrie va tornar ràpidament al setmanari amb la publicació de la segona aventura, La falç d'or delnúmero núm 42 de l'11 d'agost de 1960 fins al núm. 74 del 23 de març de 196162 (en àlbum el 1962). A raó d'un relat per any, Astèrix i els gots comença la seva publicació al n.82 fins al n.122.

### Àlbums

#### Amb guió de Goscinny i dibuix d'Uderzo
1. Astèrix el gal (1961)
2. La falç d'or (1961)
3. Astèrix i els gots (1963)
4. Astèrix gladiador (1964)
5. La volta a la Gàl·lia (1965)
6. Astèrix i Cleopatra (1965)
7. El combat dels caps (1966)
8. Astèrix a Bretanya (1966)
9. Astèrix i els normands (1967)
10. Astèrix legionari (1967)
11. L'escut arvern (1968)
12. Astèrix als Jocs Olímpics (1968)
13. Astèrix i el calderó (1969)
14. Astèrix a Hispània (1969)
15. La zitzània (1970)
16. Astèrix al país dels Helvecis (1970)
17. La residència dels déus (1971)
18. Els llorers del Cèsar (1972)
19. L'endeví (1972)
20. Astèrix a Còrsega (1973)
21. El regal del Cèsar (1974)
22. La gran travessia (1975)
23. Obèlix i companyia (1976)
24. Astèrix a Bèlgica (1979)

#### Amb guió i dibuix d'Uderzo
1. La gran rasa (1979)
2. L'odissea d'Astèrix (1981)
3. El fill d'Astèrix (1983)
4. Astèrix a l'Índia (1987)
5. Astèrix la rosa i l'espasa (1991)
6. El tràngol de l'Obèlix (1996)
7. Astèrix i Latraviata (2001)
8. El cel ens cau al damunt (2005)

#### De Jean-Yves Ferri i Didier Conrad
1. Astèrix i els pictes (2013)[247]
2. El papir del Cèsar (2015)
3. Astèrix a Itàlia (2017)
4. La filla de Vercingetòrix (2019)
5. Astèrix i el griu (2021)

#### De Fabcaro i Didier Conrad
1. El lliri blanc (2023)

#### Àlbums extres
1. Les dotze proves d'Astèrix (1976) - Àlbum del film homònim.
2. Com Obèlix caigué a la marmita del druida quan era petit (1996) - Història original de Goscinny il·lustrada modernament per Uderzo.
3. L'Astèrix mai vist (2003) - Recull de diferents historietes curtes, incloent-ne algunes de publicades anteriorment de forma dispersa i d'altres d'inèdites.
4. L'Aniversari d'Astèrix i Obèlix. El llibre d'or (2009) per a celebrar el 50è aniversari.
5. Uderzo vist pels seus amics (1997) - Homenatge a l'obra de l'Uderzo pels seus companys d'ofici.

### Èxit global
Dels 370 milions d' àlbums venuts, es calcula que 130 milions s'han venut als països francòfons, 120 milions a Alemanya, 23 milions al Regne Unit i als Països Baixos, 24 milions a Espanya i la resta de països hispanoparlants, 5 milions a Suècia, 5,5 milions a Itàlia i Portugal, 4 milions a Finlàndia, Noruega i Dinamarca, 7 milions a Grècia, 3 milions al Brasil i 1,5 milions a Polònia. Observem l'absència dels Estats Units on l'heroi mai ha traspassat malgrat un intent de traducció. L'èxit d'aquests àlbums a Itàlia és notable, tot i que els romans són generalment burlats allà i reben la majoria de les pallisses que infligen els "resistents". Potser per la seva perseverança contra tot pronòstic.
Astèrix ha estat traduït a 117 idiomes segons les edicions Albert-René i el total d'edicions arriba a 1.460. Els àlbums eren traduïts primer per una persona a l'idioma de destinació, després els tornaven a traduir per una altra al francès i eren corregits per Albert Uderzo i René Goscinny per garantir el nivell correcte de la traducció. El nivell de qualitat de les traduccions és summament desigual. Algunes són obres de veritable virtuosisme, ja que recreen a l'idioma de destinació jocs de paraules, al·lusions i fórmules enginyoses de forma anàloga als originals francesos. Mereixen destacar-se, entre d'altres, les versions en anglès i en llatí.
S'han traduït diversos àlbums a llengües regionals o minoritàries. A França, l'àlbum L'Astèrix mai vist ha estat traduït a 6 llengües regionals, però és a Alemanya que trobem el major nombre de traduccions als dialectes regionals (65 àlbums i 29 dialectes).
Astèrix també ha estat traduït al llatí amb l'àlbum El cel ens cau al damunt (Caelum in caput ejus cadit) i a l'esperanto de 1979.
A Espanya, Astèrix el va publicar per primera vegada l'editorial Molino el 1965 i el 1967, tot i que només en va publicar els tres primers àlbums. La primera edició en català la va publicar l'Editorial Bruguera a partir de 1969, que prèviament l'havia publicat en castellà, primer a les seves revistes DDT (1967), Gran Pulgarcito i Mortadelo i després en àlbum. Totes les seves edicions van començar pel quart àlbum. La primera edició completa en català va ser la de l'Editorial Grijalbo, a partir de 1980.

## Reconeixement

### Ressenyes
Astèrix el gal ocupa el lloc 23è lloc els 100 millors llibres del segle xx segons el diari Le Monde.

### Homenatges
Molts dissenyadors, autors i estilistes han retut homenatge a Astèrix. N'hi ha, entre molts d'altres:
- Zep ;
- Michel Greg ;
- Joann Sfar ;
- Regis Loisel ;
- Marc Bourgne ;
- Turk ;
- Moebius ;
- René Pétillon ;
- Tibet ;
- William Vance ;
- Marcel Gotlib ;
- Jean-Claude Jitrois ;
- Lolita Lempicka ;
- Raymond Moretti ;
- André Franquin.

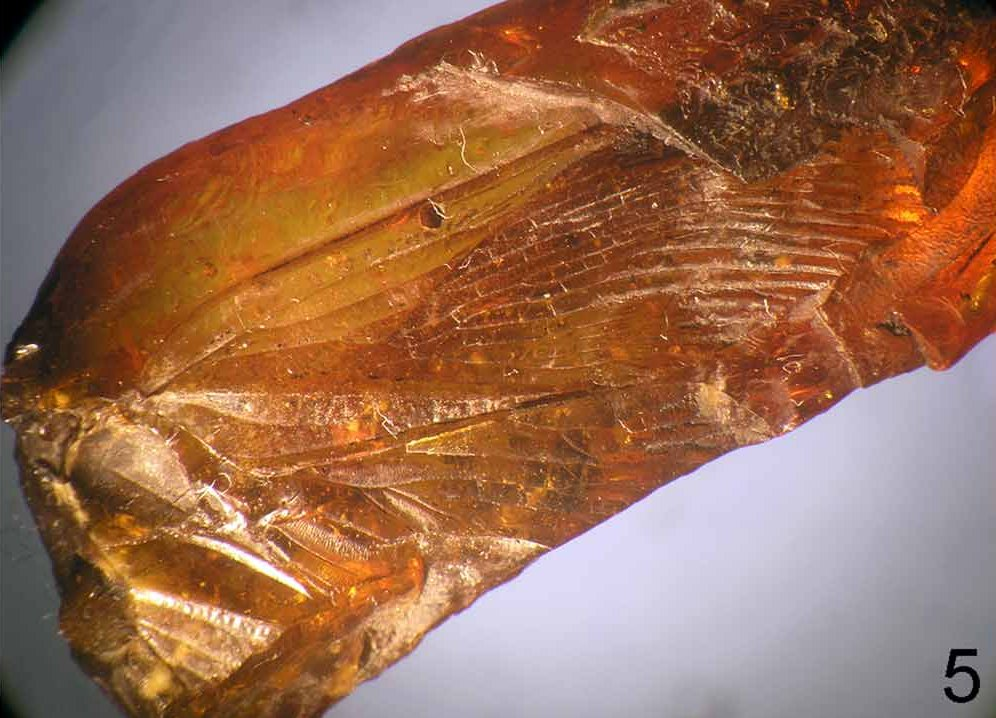
Ala de l'hemípter de l'eocè Ordralfabetix sirophatanis, congelada en ambre.

La sèrie també ha rebut elogis de la comunitat científica. Així, un insecte hemípter fòssil, descobert l'any 2011 a l'ambre de l'Oise i datat a l'Eocè inferior (uns 55 milions d'anys d'antiguitat), va ser batejat Ordralfabetix syruphatanis en homenatge a un personatge d'Astèrix, Ordralfabétix, el peixater del poble.

### Exposició
Astèrix va ser objecte d'una exposició a Brussel·les l'any 2005, titulada “El món mirall d'Astèrix”.
Del 16 d'octubre de 2013 al 19 de gener de 2014 se celebrà una exposició a la Bibliothèque nationale de France, que segueix sobretot la donació de plaques originals de tres àlbums d'Astèrix, donació feta per Albert Uderzo a la BNF. Aquesta retrospectiva coordinada per Carine Picaud, comissària de la reserva de llibres rars, s'acompanya d'un treball coeditat per la BNF i Hazan: Astérix de A à Z que s'ha publicat des de llavors. Corre el rumor que la BNF podria rebre una donació de totes les plaques que encara es troben en poder d'Albert Uderzo (n'hi hauria al voltant de 1200).
Paral·lelament, una altra exposició, titulada Astérix s'affiche à Bercy Village !, se celebrà a Bercy Village des del 4 d'octubre de 2013 fins a mitjans de gener de 2014.

### Col·lecció
El col·leccionista Marc Jallon, expert en arts i gran amant del còmic i d'Astèrix, ha recollit aproximadament 11.000 referències (productes, objectes, gadgets, relacionats amb l'obra d'Albert Uderzo). Aquesta col·lecció ara és propietat de la filla d'Albert Uderzo: Sylvie.

### Moneda

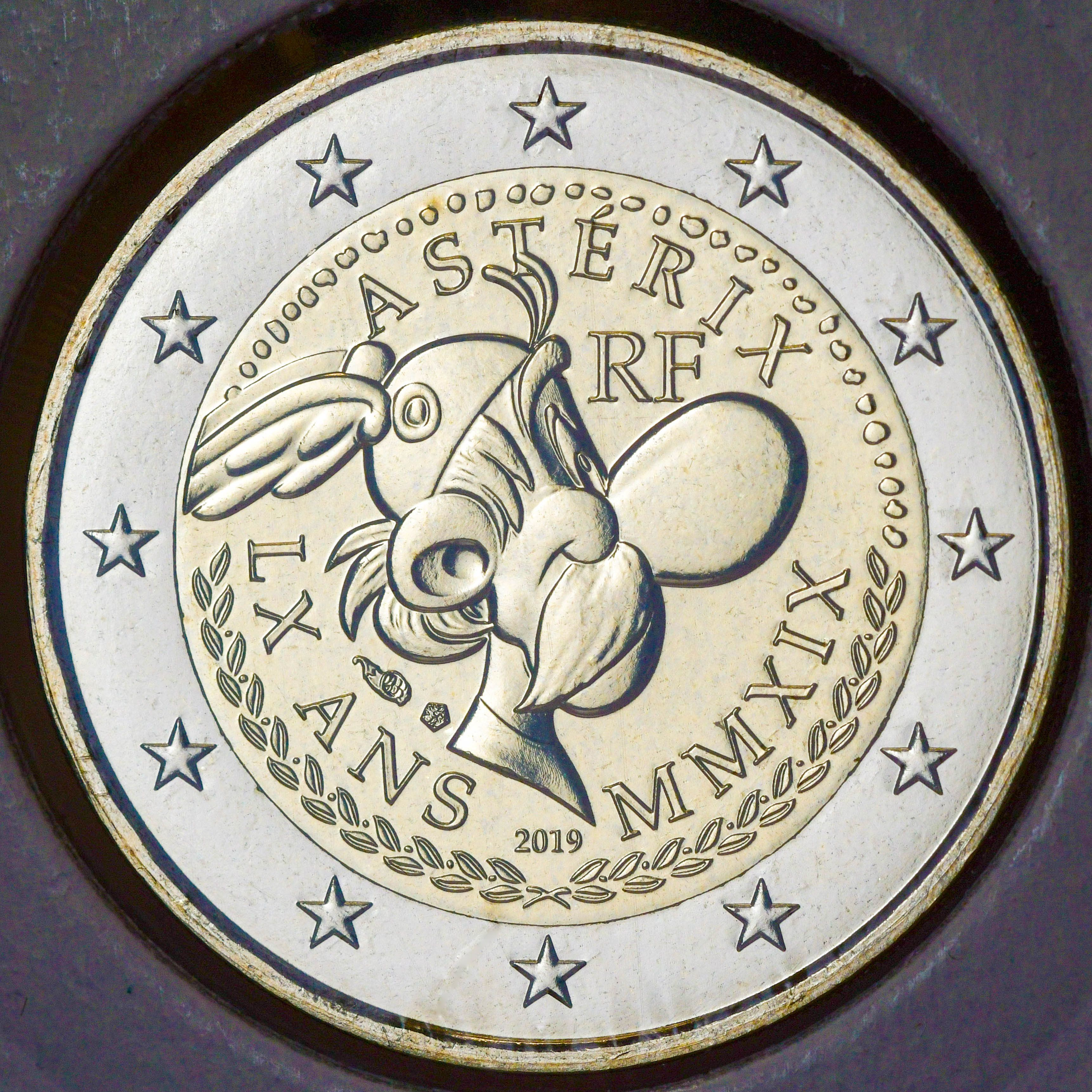
2 euros, 2019

L'octubre de 2013, la Casa de la Moneda de París va encunyar tres monedes "Astérix":
- cara 1: un dibuix de l' àlbum d'Astèrix el Gal ;
- cara 2: un dibuix de l'àlbum Astèrix a Bèlgica;
- cara 3: un dibuix de l'àlbum Astèrix i els pictes ;

revers comú: el poble gal tal com es representa a l'inici de cada àlbum.
L'any 2015, la Monnaie de París va encunyar vint-i-set monedes, per a la col·lecció " Valeurs de la République ":
- 24 monedes de plata, amb un valor nominal de 10 euros, encarnen el lema de la República (Llibertat, Igualtat, Fraternitat);
- dos de plata amb un valor nominal de 50 euros encarnen Pau ;
- una moneda d'or amb un valor nominal de 500 euros encarna la República.

## Adaptacions

### Discs i ràdio
- 1960: Serial radiofònic emès tots els dijous al vespre a Ràdio Luxemburg al programa Pilote del 6 d'octubre de 1960. L'actor Guy Piérauld presta la seva veu al personatge d'Astèrix, la del druida Panoramix la proporciona Jean Gold, mentre que la d 'Obélix és interpretat per[271]
- 1960: Asterix le Gaulois disc de 33 rpm, adaptat i produït per Jacques Garnier, és publicat el desembre de 1960 pel segell del Festival. Derivat de la sèrie radiofònica, els actors de veu són els mateixos que aquest[271]/

1962: Disc La falç d'or , segona adaptació sonora de les aventures d'Astèrix, estrenada el desembre de 1962. Com l'anterior, el disc deriva de la telenovel·la radiofònica i els dobladors són els mateixos
- 1966: Dics Astèrix: canten!, àlbum de 45 rpm (reproducció estesa), produït pel segell Vogue que conté quatre cançons escrites i compostes pel trio Goscinny-Uderzo-Calvi i cantades per Gérard Bourgeois i Jean-Max Rivière (amb els noms de Gérard Cépa i Jean-Max Novrénon)[272][273][271]
- 1966: Nou programa de ràdio diari, emès a partir del 18 de juliol entre les 12:20 i les 12:30 a France Inter. Claude Villers va oferir llavors l'adaptació radiofònica de les aventures del poble gal, produïda per Claude Dupont i musicada per Gérard Calvi. Els actors Roger Carel i Jacques Morel presten les seves veus a les d'Astèrix i Obèlix[271]/
- 1967: Disc Le Menhir d'or, produït pel segell Philips . Goscinny i Uderzo signen per a l'ocasió un nou escenari, en el qual s'organitza un gran concurs de bardes gales al bosc de Carnutes, amb la participació d' Assurancetourix, que interpreta Menhir montant[271] (paròdia de la cançó Ménilmontant de Charles Trenet) i altres bards cantant Le folklore armoricain (paròdia de Le folklore americain de Sheila el 1965), Si j'avais un dolmen (paròdia de Si j'avais un marteau de Claude François el 1963) i Massilia mes amours (paròdia de Marseille de mes amours).
- 1967: Drama radiofònic Astèrix i els normands, adaptació amb Roger Carel.[274]
- 2019: Un programa de ràdio en directe Asterix i la cizatnya (59 minuts), adaptació i producció de Cédric Aussir, emès el 22 de desembre de 2019 a France Culture, amb Laurent Stocker (Astèrix) i Guillaume Briat (Obelix).[275]

### A la televisió
- La pel·lícula de televisió Deux Romains en Gaule, lliurement inspirada en l'univers d'Astèrix i dirigida per Pierre Tchernia, es va emetre el 25 de febrer de 1967[276] Astèrix i Obèlix hi apareixen breument com a personatges animats. Goscinny i Uderzo també hi fan acte de presència.
- La sèrie d'animació Ideafix i els irreductibles dirigida per Charles Vaucelle 2021
- La sèrie d'animació Astérix, adaptada de l'àlbum El combat dels caps i dirigida per Alain Chabat, s'emetrà a Netflix a partir del 2023.[277]

### Cinema

#### Dibuixos animats
| «               | Havia anat als Estats Units per treballar amb Walt Disney, però Walt Disney no en sabia res. | » |
| — René Goscinny |                                                                                              |   |

| «               | Un dia simplement em vaig veure convertint en el Walt Disney francès un dia. | » |
| — Albert Uderzo |                                                                              |   |

Durant la dècada de 1960, Jean Dejoux, investigador de la RTF, va desenvolupar el procés animograf i el va presentar als dos autors, Goscinny i Uderzo. Seduït pel procés, Georges Dargaud, el director de la revista Pilote, va emprendre l'any 1967 l'adaptació de l'àlbum Astèrix el gal, produïda pels estudis Belvision, sense informar els dos autors de la sèrie. Aquest últim només va descobrir la pel·lícula durant una projecció privada, però no es va oposar a la seva estrena
L'èxit hi és amb 2.415.920 entrades, però Goscinny i Uderzo no van quedar convençuts per la qualitat artística de la pel·lícula. Aleshores s'assabentaren que s'estava produint una segona pel·lícula a Belvision, adaptada del segon àlbum de la sèrie, La falç d'or. S'oposaren a la realització d'aquest projecte i proposaren a Georges Dargaud invertir en un llargmetratge del qual ells mateixos supervisarien la direcció artística. Així va néixer Astèrix i Cleòpatra, extret del sisè àlbum de les aventures d'Astèrix. Albert Uderzo dibuixà el storyboard mentre que René Goscinny comptà amb el suport de Pierre Tchernia en l'adaptació del guió. Aquest últim va escriure tres cançons per a la pel·lícula amb música composta per Gérard Calvi. Aquesta segona pel·lículaa va arribar als 1.953.308 espectadors.
El 1974, Dargaud, Goscinny i Uderzo van fundar Studios Ideafix per fer un tercer llarmetratge animat, Els dotze treballs d'Astèrix. A diferència de les dues pel·lícules anteriors, aquesta no és fruit de l'adaptació d'un àlbum sinó de l'escriptura d'un guió original de René Goscinny, amb la col·laboració de Pierre Tchernia. Uderzo va produir nombrosos taulers de maquetes per als nous personatges i la direcció de l'animació va ser confiada a Pierre Watrin i Henri Gruel. La producció va començar a la tardor de 1974 i la pel·lícula es va estrenar als cinemes el 20 d'octubre de 1976 Es van vendre més de dos milions d'entrades.
La mort de René Goscinny el 1977 va comportar el tancament dels Studios Ideafix, però l'aventura cinematogràfica d'Astèrix no es va aturar aquí. Els germans Gaëtan i Paul Brizzi van produir Astèrix i la sorpresa del Cèsar, una adaptació lliure dels àlbums Astèrix gladiador i Astèrix legionari, produïts per la companyia Gaumont. El guió d'aquest quart llarmetratge animat, estrenat als cinemes el desembre de 1985, va ser escrit per Pierre Tchernia, mentre que Uderzo supervisava els gràfics dels personatges. Pino Van Lamsweerde prengué el relleu dels germans Brizzi per a la producció d'Astèrix a Bretanya, estrenada l'any 1986 i inspirada directament en l'àlbum del mateix nom. Una tercera i darrera pel·lícula produïda per Gaumont, El cop de menhir, va ser dirigida l'any 1989 per Philippe Grimond, a partir dels àlbums El combat dels caps i L'endeví Aquestes tres pel·lícules van aconseguir bones entrades però no van assolir les puntuacions de les anteriors a taquilla.
A principis dels anys noranta, el productor i director alemany Gerhard Hahn va emprendre l'adaptació de La gran travessia a Berlín sota el títol Astèrix a Amèrica, però es va apartar molt de l'escenari de l'àlbum original. La pel·lícula és un relatiu fracàs de públic amb tot just més d'un milió d'espectadors a França.
El 2006 es va estrenar Astèrix i els víkings, dirigida pels danesos Stefan Fjeldmark i Jesper Møller i produïda pels estudis M6 Films a partir de l'àlbum Astèrix i els normands. Els gràfics són decididament moderns i la pel·lícula va assolir la xifra de 1.374.870 espectadors.
El 2014 es va estrenar una novena pel·lícula d'animació: Alexandre Astier i Louis Clichy van produir una adaptació en 3D de l'àlbum La residència dels déus, produït en part a Bèlgica. Amb gràfics fets íntegrament en modelatge 3D, i un repartiment de veu de qualitat, aquesta pel·lícula va registrar un rècord històric per a un dibuix animat d'Astèrix, ja que va superar els 2,5 milions a la taquilla francesa, així com la resta de dibuixos animats.

#### Pel·lícules
Adaptar Astèrix a un llargmetratge va ser una idea de llarga durada. Els primers projectes, avortats, imaginaven Louis de Funès en el paper del petit gal. Finalment, no va ser fins als anys 90 i l'impuls del productor Claude Berri, empès pel seu fill (Thomas Langmann) i per Sylvie Uderzo (aleshores directora general d'Éditions Albert René), que el projecte es va posar realment en marxa.
Fins ara s'han estrenat quatre pel·lícules:
1. Astèrix i Obèlix contra Cèsar (1999) de Claude Zidi amb Christian Clavier (Astérix), Gérard Depardieu (Obèlix), Roberto Benigni (Tullius Détritus)
2. Missió Cleopatra (2002) d'Alain Chabat amb Christian Clavier (Astérix), Gérard Depardieu (Obèlix), Jamel Debbouze (Numérobis)
3. Astèrix als Jocs Olímpics (2008) de Frédéric Forestier i Thomas Langmann amb Clovis Cornillac (Astérix), Gérard Depardieu (Obèlix), Benoît Poelvoorde (Marcus Junius Brutus), Alain Delon (Juli Cèsar)Astèrix presidint el Parc Astèrix

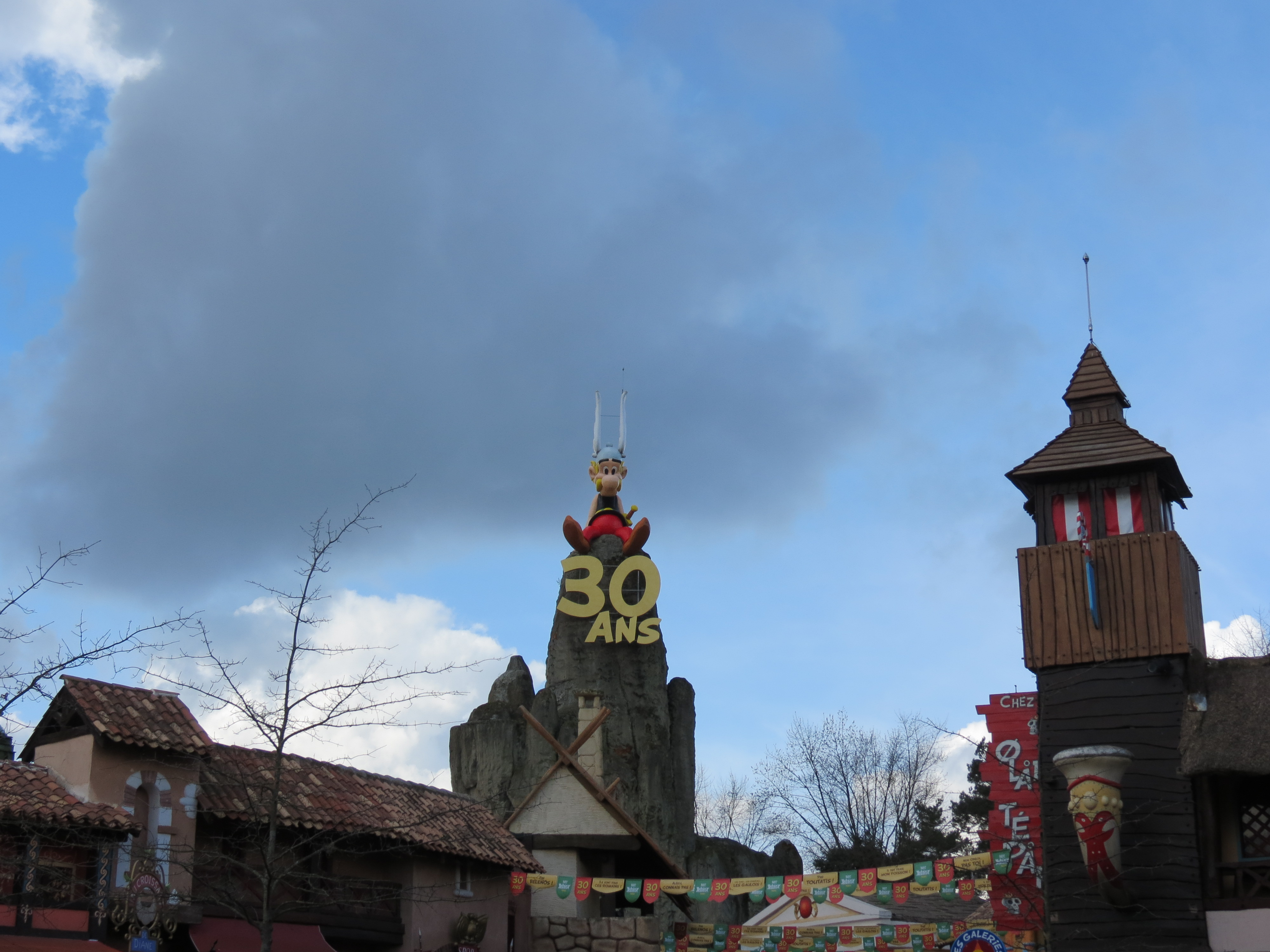
Astèrix presidint el Parc Astèrix

4. Astèrix i Obèlix al servei de Sa Majestat (2012) de Laurent Tirard avec Édouard Baer (Astérix), Gérard Depardieu (Obèlix)

Es preveu una cinquena pel·lícula per al 2023:
 5. Astèrix i Obèlix: l'imperi mig (2021) de Guillaume Canet amb Guillaume Canet (Astérix), Gilles Lellouche (Obèlix), Vincent Cassel (Cèsar) o Pierre Richard (Panoramix)

### Parcs d'oci
El còmic ha inspirat dos parcs d'atraccions. El primer, creat l'any 1967, va veure la llum prop de Niça, però aquest va tancar ràpidament les seves portes, car no va tenir gaire èxit. Va ser l'any 1989 que es va inaugurar l'actual Parc Astèrix a l'Oise.